# 大同市
大同市，简称同，古称平城、云中，是中华人民共和国山西省下辖的地级市，经国务院批准的较大的市，中国九大古都之一，是山西省第二大城市，位于山西省北部，晋冀蒙三省区交界。市境西接朔州市，南毗忻州市，东南界河北省保定市，东达河北省张家口市，北邻内蒙古自治区乌兰察布市。地处黄土高原东北部，大同盆地北缘，境内有恒山，西北为阴山山脉、西南为吕梁山脉，东南为太行山脉，东北遥望燕山山脉,是雁门北面的重要城镇。桑干河横贯市境中部，御河自北向南流经城区并汇入桑干河。大同是国家历史文化名城，曾是北魏首都，辽、金陪都“西京”，明、清九边军事重镇，素有“魏都”、“煤都”和“凤凰城”之称。京包、同蒲、大秦等铁路在此交会。现大同市人民政府和中国共产党大同市委员会所在地均在太阳宫场馆，位于平城区兴云街2799号。

## 历史
大同自古为军事重镇和战略重地，是兵家必争之地，曾发生上千次大小战事。大同境东的马铺山是汉代刘邦与匈奴奋战七昼夜的战场；金沙滩 （山西朔州市界）是杨家将血战的疆场。大同在历史上一直是中国北方比较有影响力的大城市之一，有“三代京华，两朝重镇”之称。

### 史前至战国

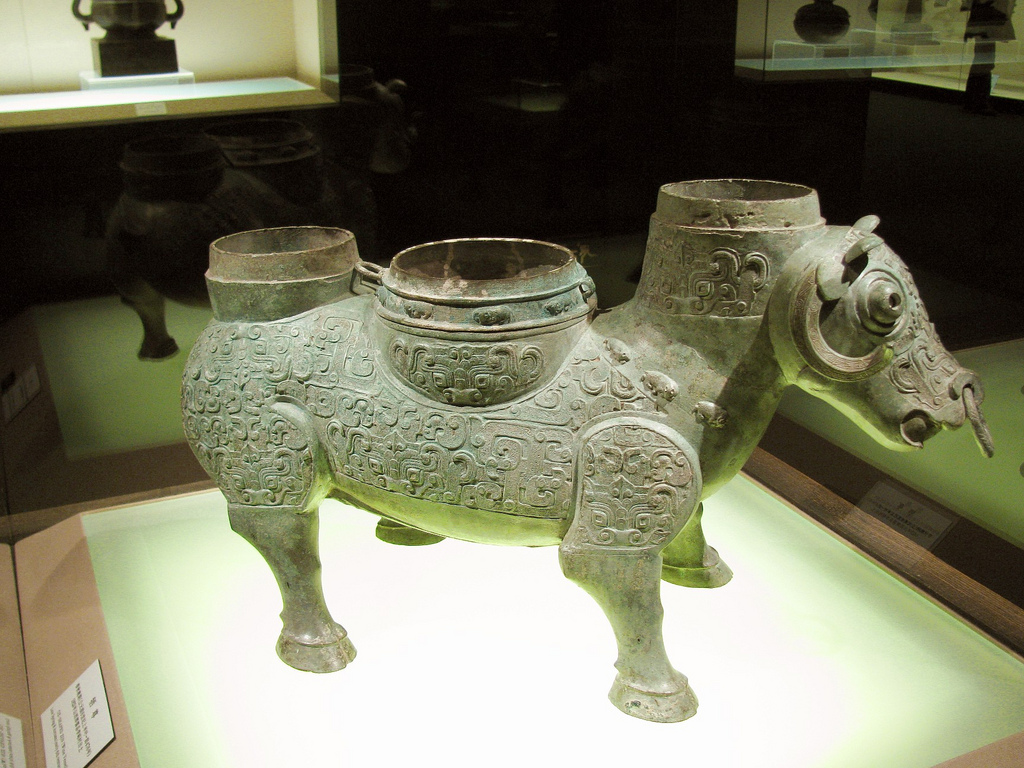
1923年在浑源县李峪村出土的浑源牺尊，现藏上海博物馆，被称为上海博物馆十大藏品之一

本市較為重要的舊石器时代遺址是阳高县古城镇许家窑村的许家窑人遗址。
其他的舊石器時代遺址分佈在大同城西青磁窑、小站、左云贾家窑、广灵洗马庄等地. 
春秋为北方游牧民族（北狄）居住地。战国初为代国，后并入赵地。赵武灵王初设平城，隶属代郡。

### 秦汉

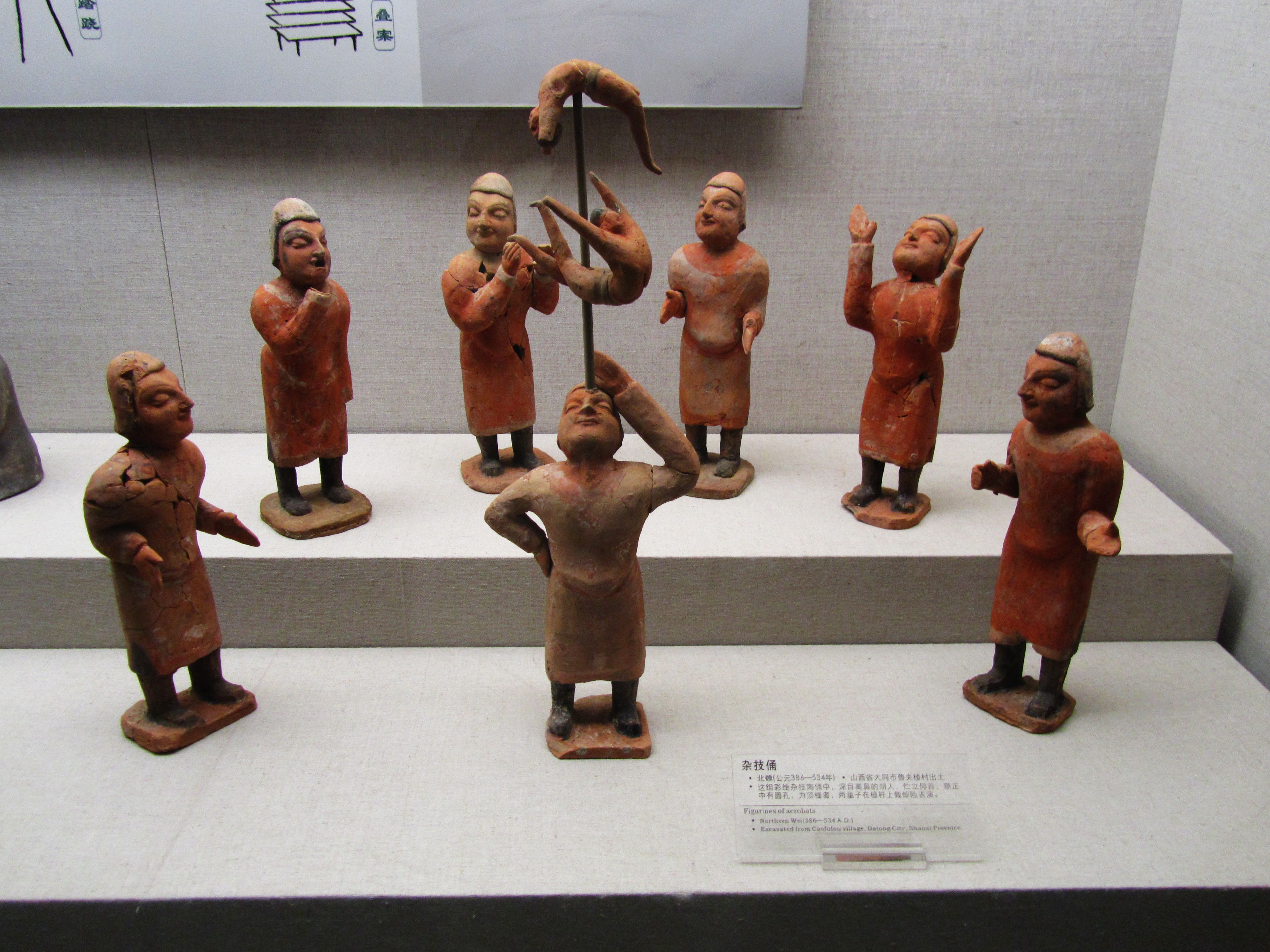
平城区曹夫楼村出土的北魏彩绘杂技俑，现藏山西博物院

秦朝大同东西分属雁门郡和代郡，今市区东北古城置平城县，并在境内修筑长城。西汉沿袭秦制，雁门郡属并州，代郡属幽州。白登之围发生于此。东汉汉明帝时，通光寺建成大同最早的佛教寺庙。

### 北朝至隋唐

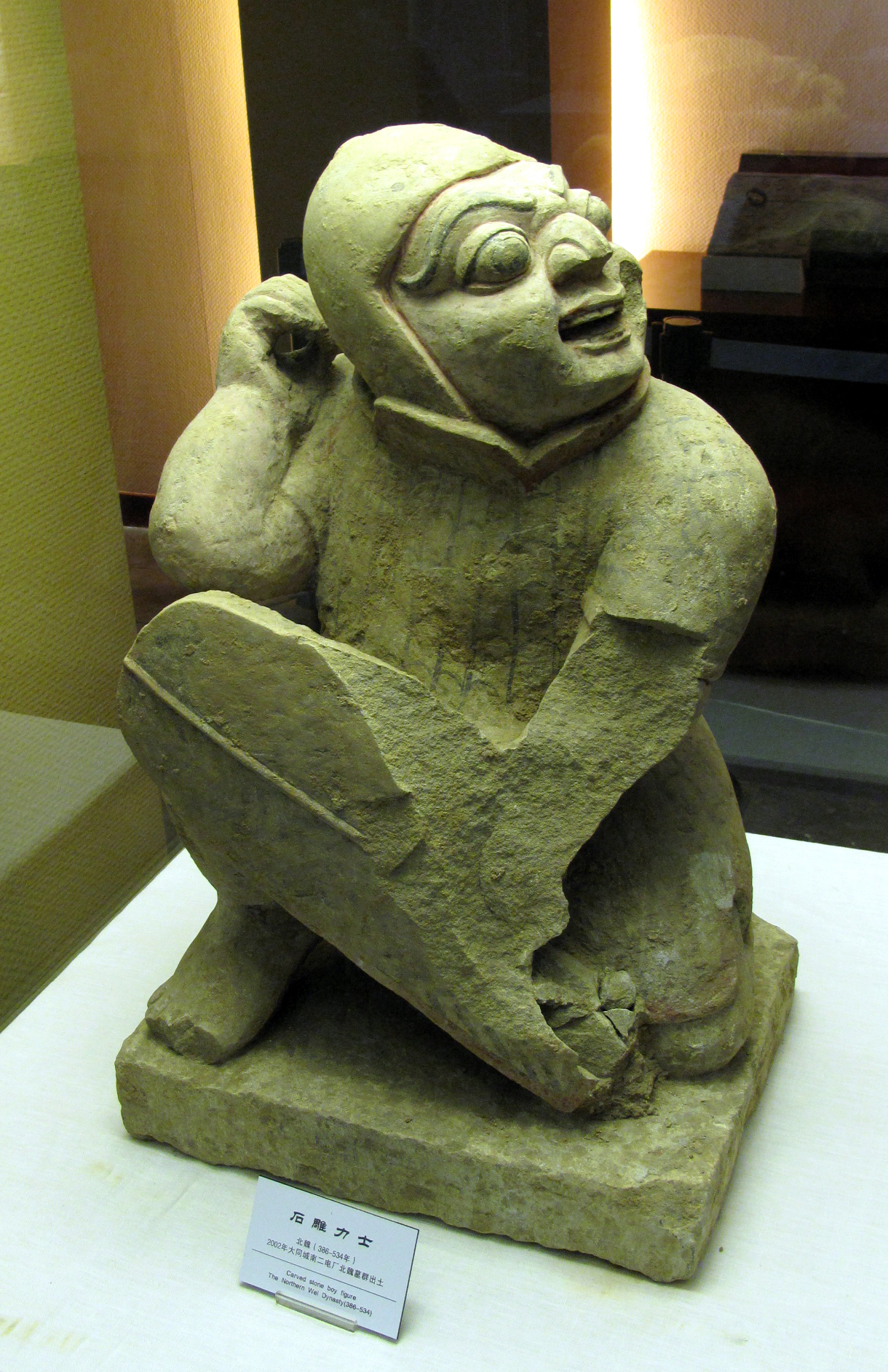
二电厂北魏墓群出土石雕力士，现藏大同市博物馆

三国时期大同为乌桓、鲜卑等部族占据。两晋时，北部为鲜卑族地，南部为雁门郡地。北魏天兴元年（398）七月迁都于平城（今大同市内），又称“代京”。“营宫室、建宗庙、立社稷、造宫城”，在此经历六帝七世，直到太和十八年（494）魏孝文帝迁都洛阳为止，平城作为北魏的都城近百年之久，成为当时北方的政治、军事、经济和文化中心。北齐天保元年（550），东魏被北齐所代，大同为北恒州、北朔州地。
唐貞觀十四年（640年）置云州，治定襄县，后改名云中县，即今大同市区。永淳元年（682年）废。开元二十年（732年）复置。天宝元年（742年）改云中郡。乾元元年（758年）复为云州。

### 辽金元
五代后晋天福三年（938年），云州作为燕云十六州的一部分割让与契丹，后辽和北宋的军事对峙重镇。重熙十五年（1044年）升为大同府，建为西京，为辽国陪都，并析云中县置大同县，为大同府治。因处于遼、西夏及宋朝之间，具有重要的战略地位。《寰宇通志》记曰：大同府“以在大同川，故名”。金朝也在此设西京大同府，为金国陪都。元代改为大同路。至元十四年（1277年），意大利旅行家马可·波罗奉元世祖之命出使南洋，路经大同，称大同是“一座宏伟而美丽的城市……这里的商业相当发达，各种各样的物品都能制造，尤其是武器和其他军需品更为出名。”

### 明清

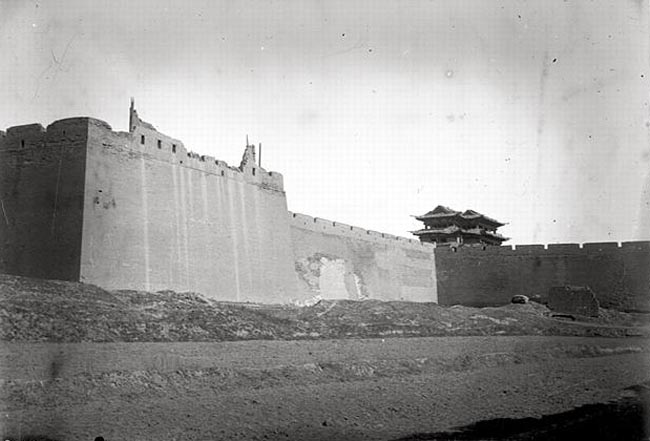
1907年法国汉学家沙畹拍摄的大同城墙和城楼

明代改路为府，隶属山西布政使司，管辖浑源、应、朔、蔚等四州七县。大同为明朝十三重镇之一，有藩王封地，并驻重兵，最多时有13.6万人，战马5万多匹，明成祖和明英宗曾到此御驾亲征，当时有“大同士马甲天下”之说，为九塞（九边）之一。洪武五年（1372）朱元璋派大将徐达督率军民，在辽、金、元土城的基础上，把大同扩建成新的砖城。清代沿明制。清顺治二年（1645）五月，清廷派恭顺侯吴惟华攻大同，姜瓖把驻大同农民军将领张天琳等杀死，投降清军。投降後3年，由於反清情緒高漲，滿清對大同進行屠城，即大同之屠。光绪二十六年（1900），大同义和团有四五百人，设4个团，发生多起针对基督徒和传教士的屠杀事件。同年八国联军侵入北京后，慈禧偕光绪西逃，8月30日到大同，驻跸4日，沿途狂奔乱逃，军令不行，所过州、县“十室九空”，给大同人民带来奇祸。1911年，辛亥革命武昌起义后，大同人民于11月30日午夜举义，攻下总兵府，成立军政府，后清军围城，太原革命军派续桐溪率忻代宁民团北上增援，与清军对峙。直到12月11日达成协议，革命军南撤。

### 中华民国
中華民国二年（1913年）5月置雁门道，治大同。民国十六年（1927年）废道后，大同为县，直属山西省。1937年9月13日，日本关东军侵占大同城，10月15日成立伪“晋北自治政府”，隶属伪“蒙疆联合委员会”，统辖雁北13县；1937年9月25日，平型关战役发生在大同灵丘县白崖台乡的乔沟，林彪和聂荣臻率领八路军115师将士全歼侵华日军板垣师团辎重部队1000余人，缴获大批武器和军用物资。杨成武率领独立团在灵丘驿马岭阻击歼灭日军增援部队300余人。此战既是八路军挺进华北抗日前线的首战告捷，也是抗战以来中国军队首次集中较大兵力对日军所进行的一次成功的伏击战。1945年8月，大同被国民党阎锡山政府所统治，恢复原县建制，仍属山西省，辖5个区。

### 中华人民共和国

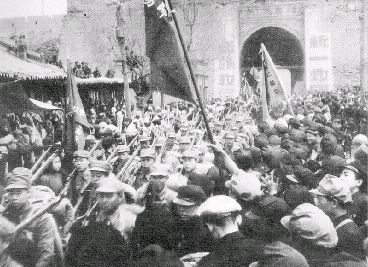
1949年5月2日，市民欢迎人民解放军进入大同城

1949年中华人民共和国成立后划归察哈尔省，并析大同城区设立大同市，为省辖市。1953年察哈尔省撤销，大同市划归山西省。1954年怀仁县和大同县合为大仁县并入。1964年怀仁县和大同县又分出。1993年7月，雁北地区撤销，原有辖县中的7县划归大同市。
2008年，時任大同市長耿彥波大量拆除大同市區內違章建築，五十多萬市民因此被迫搬遷。但大同市容市貌焕然一新，在民众中评价颇高。

## 地理
大同市东西宽136．9千米，南北长189千米，总面积1．4万平方千米。大同市区面积3578平方千米。
坐标：东经112°34′──114°33′,北纬39°03′──40°44′。
大同市地处山西北部，北邻内蒙古自治区乌兰察布市丰镇、凉城，东邻河北省张家口市怀安县、阳原县，西南接山西省朔州市和忻州市。

### 地形地貌

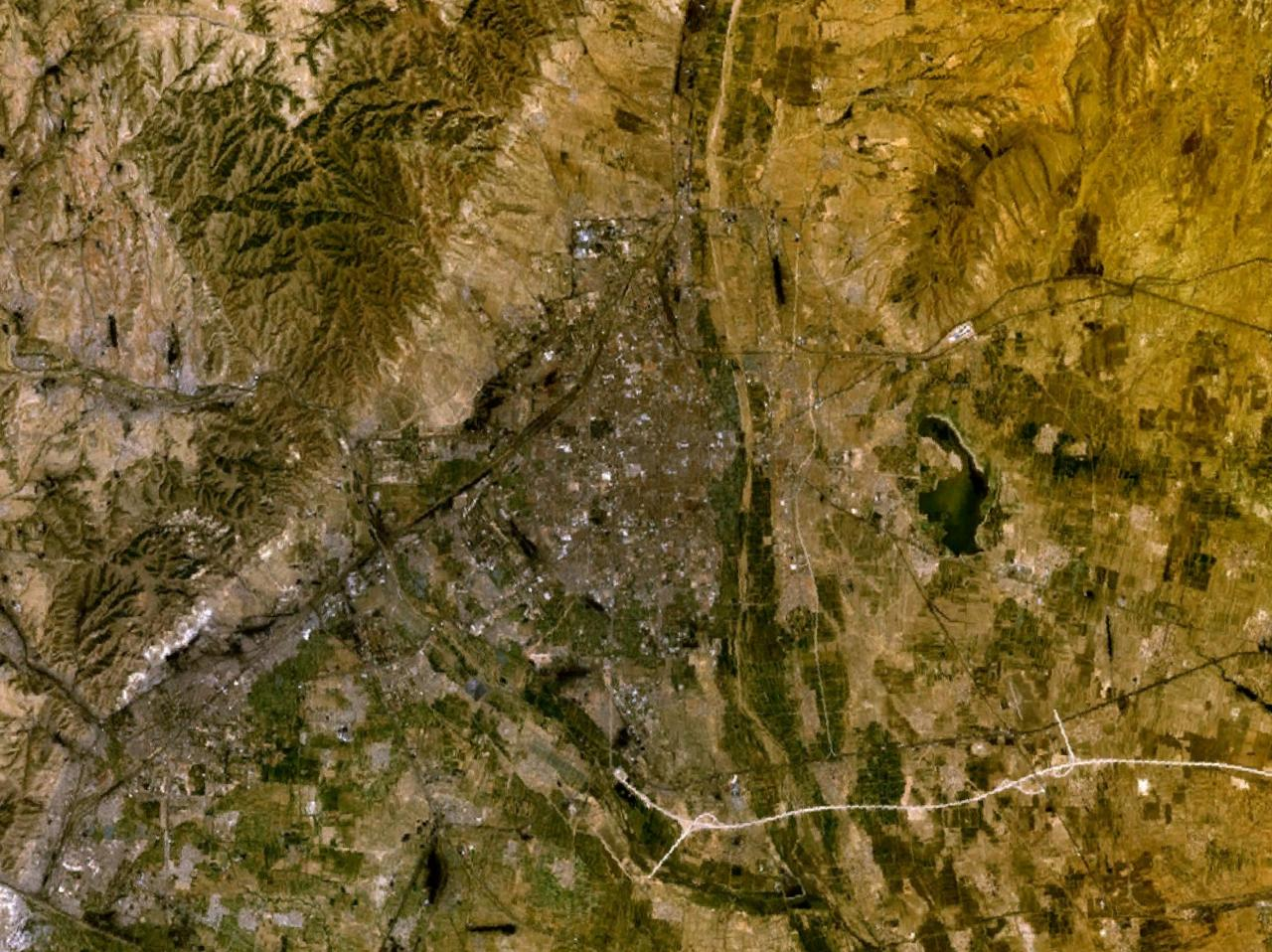
大同市区卫星图，约摄于2000年

市区三面环山，御河纵贯南北。中部、南部是广阔的平川（大同盆地），整个地势西北高东南低，一般海拔在千米以上。山区可分南、中、北三段。南部山区山势险陡，主峰塔儿山海拔1714米。大同煤田主要分布于此。中部山区，最高峰为大钟山，海拔1417米，是大同中部制高点。北部山区群山交错，沟深坡陡，最高峰银星山海拔1565米，野孤岭海拔1201米，与东南部马铺山构成大同北部门户、京包铁路咽喉。西北部丘陵、山地交错，沟谷纵横， 地形复杂。
大同地区分布有著名的大同火山群。此外有奇特的大同土林景观。大同市处于华北台地的山西台背斜与阴山隆起交接部位。北为北口隆地，西南为大同─静乐凹陷，东南为桑干河新断陷。该区域在多期地壳构造变动中形成一系列构造形迹，新生代喜马拉雅期，以断陷、堆积、火山活动较为活跃阶段。东部为世界地质奇观大同火山群，与云南腾冲构成南北两大火山群。
大同市山地面积5285．9平方千米，占总面积37．4％；丘陵面积3318平方千米，占总面积23．5％；台地面积1700．9平方千米，占总面积12．1％；平川面积3136平方千米，占总面积22．2％；盆地面积238．9平方千米，占总面积1．7％；河沟面积432．9平方千米，占总面积3．1％。
大同西北部山脉属阴山山脉和吕梁山脉，主要有白登山、双山、二郎山、云门山、采凉山等；东南部山脉属太行山脉，主要有恒山、太白山、六棱山等。全市一般海拔在1000～1500米，最高处为阳高县境内六棱山黄羊尖（海拔2420米），最低处为灵丘县境内花塔村冉河出口处（海拔558米）。桑干河自西南向东北横贯全市，形成周围高、中间低、两山夹一川的槽型盆地。除桑干河外，境内主要河流有御河、十里河、淤泥河、口泉河、南洋河、壶流河、唐河、大沙河等。

### 水文
境内主要河流有御河、十里河、口泉河、淤泥河。雨季河水暴涨，平时水量极少，但仍然给北京供水，较大水库有册田水库、赵家窑水库、石家寨水库（文瀛湖）。平城区和云冈区水源相对充足，山区部分乡村饮水困难。
2021年，大同市水资源总量12．2亿立方米，其中可利用量8．2亿立方米。当地水资源量9．5亿立方米（不含入境水量），其中可利用量6．3亿立方米，人均278立方米，比全省平均值低60立方米，占全国平均值14％，市区人均占有水资源量81立方米，是全国110个严重缺水城市之一。全年全市用水总量6．3亿立方米。

### 矿产资源
矿产资源以煤为主，兼有瓷土、耐火粘土、玄武岩、石灰岩和石墨。煤炭储量大。还有铁，铜、金、铝、锌、磷等。煤炭全市含煤面积632平方公里，累计探明储量376.9亿吨。大同煤炭被称为世界动力煤细粮，储量大，煤质好。
大同市矿产资源丰富。以煤炭为主的矿产资源采掘业是全市的支柱产业。截至2021年底，全市发现能源、金属、非金属、水汽4大类矿产91种，其中查明资源储量并编入《山西省矿产资源储量简表》的矿产有30种，分别是煤、铁、钰、铜、铅锌、镁、钼、金、银、硫铁矿、普通萤石、冶金用白云岩、耐火黏土、磷长石、陶瓷土、水泥用灰岩、水泥配料用砂岩、砖瓦用黏土、水泥配料用黏土、膨润土、建筑用玄武岩、饰面用辉绿岩、饰面用花岗岩、饰面用大理岩、珍珠岩、石墨、沸石、石棉等。大同市有各类矿山234座。其中，煤矿58座（大型煤矿21座，中型煤矿37座），黑色金属矿山40座，有色金属矿山6座，饰面用辉绿岩矿山25座，石灰岩矿山26座，砖瓦黏土砂矿山36座，其他矿山43座。

### 动植物资源
农作物以黍、高粱，玉米、杂粮为主，地方特色植物资源有黄芪、黄花、枸杞、苦荞等。动物资源有画眉驴、山西黑猪。

### 环境
作为煤炭和重工业基地，大同市曾为全国空气污染最严重的城市之一，但近年来素以洁净空气闻名。据山西省生态环境厅统计，2013年至2024年，大同市空气质量优良天数连续12年排名山西省第一位，空气质量指数在12年间有11年排名山西省第一位，号称“大同蓝”。水污染问题仍待解决，2018年桑干河、御河断面水质仍为劣五类；近年来水质改善，御河上升至四类水环境质量。

### 气候
大同市位于大陆性季风气候区，四季分明，冬季寒冷干燥，夏季温热多雨。1月平均气温-10.6℃，极端最低气温-29.1℃（1967年1月15日）。7月平均气温22.0℃，极端最高气温39.2℃（2010年7月29日）。年均气温7.0℃。年均降水量在370毫米左右。无霜期100－156天左右。
2021年，大同市主要气候特点：降水偏多但时空分布不均，气温略偏高，日照偏多，无霜期偏长，大风天气偏多。农业气象条件：春播适时，作物关键期水分供应充足。
降水 全年全市年平均降水量439．8毫米，较常年同期偏多13％，比上年同期略偏多2％；降水时空分布不均，各县（区）年降水量介于353．7毫米（平城区）～558．8毫米（灵丘县），与常年同期相比，平城区和阳高县均偏少4％，云州区持平，其余县各地偏多7％～35％。春、秋季偏多，夏、冬季偏少；1月、4月、5月、8月、12月偏少，其余月份偏多。
气温 全年全市年平均气温8．1℃，较常年同期偏高1．1℃，比上年偏低0．6℃；各县（区）年平均气温介于7℃（左云县）～9℃（灵丘县），同比偏高0．1℃～1．6℃。冬、春、秋季气温偏高，夏季气温持平；5月、8月、10月偏低，4月、6月持平，其余月份偏高。年极端最高气温35．2℃（7月10日出现在广灵县），年极端最低气温－31.1℃（1月7日出现在平城区）。
日照 全年全市年平均日照时数2626小时，较常年同期偏少85小时，比上年偏少605小时；各县（区）年日照时数介于2371（灵丘县）～2701（平城区）小时。
大风 全年大风天气偏多，各县（区）年大风日数介于11～38天，灵丘县最少，浑源县最多，平均大风日数24．6天，较常年同期偏多7．7天，比上年偏多3.8天。
雾 全年全市4站次以上大范围大风天气出现过7次，分别是：2月28日,3月12日至13日和18日至19日，8月20日和24日，9月27日，11月6日至7日。

霜冻 无霜期 全年全市终霜冻偏早，初霜冻偏晚，无霜期偏长。终霜冻日平均出现在5月4日，较常年同期偏早9天，其中阳高县和左云县出现在5月2日，其余地区出现在5月5日，与常年同期相比，各地偏早5天—19天。平均初霜冻日出现在10月11日，较常年同期偏晚6天，其中左云县出现在10月10日，其余地区均出现在10月11日，与常年同期相比，各地偏晚13天-22天。
| 大同市气象数据（平均数据自1981年统计至2010年，极端数据自1951年统计至今） | 大同市气象数据（平均数据自1981年统计至2010年，极端数据自1951年统计至今） | 大同市气象数据（平均数据自1981年统计至2010年，极端数据自1951年统计至今） | 大同市气象数据（平均数据自1981年统计至2010年，极端数据自1951年统计至今） | 大同市气象数据（平均数据自1981年统计至2010年，极端数据自1951年统计至今） | 大同市气象数据（平均数据自1981年统计至2010年，极端数据自1951年统计至今） | 大同市气象数据（平均数据自1981年统计至2010年，极端数据自1951年统计至今） | 大同市气象数据（平均数据自1981年统计至2010年，极端数据自1951年统计至今） | 大同市气象数据（平均数据自1981年统计至2010年，极端数据自1951年统计至今） | 大同市气象数据（平均数据自1981年统计至2010年，极端数据自1951年统计至今） | 大同市气象数据（平均数据自1981年统计至2010年，极端数据自1951年统计至今） | 大同市气象数据（平均数据自1981年统计至2010年，极端数据自1951年统计至今） | 大同市气象数据（平均数据自1981年统计至2010年，极端数据自1951年统计至今） | 大同市气象数据（平均数据自1981年统计至2010年，极端数据自1951年统计至今） |
| 月份                                                                     | 1月                                                                      | 2月                                                                      | 3月                                                                      | 4月                                                                      | 5月                                                                      | 6月                                                                      | 7月                                                                      | 8月                                                                      | 9月                                                                      | 10月                                                                     | 11月                                                                     | 12月                                                                     | 全年                                                                     |
| ------------------------------------------------------------------------ | ------------------------------------------------------------------------ | ------------------------------------------------------------------------ | ------------------------------------------------------------------------ | ------------------------------------------------------------------------ | ------------------------------------------------------------------------ | ------------------------------------------------------------------------ | ------------------------------------------------------------------------ | ------------------------------------------------------------------------ | ------------------------------------------------------------------------ | ------------------------------------------------------------------------ | ------------------------------------------------------------------------ | ------------------------------------------------------------------------ | ------------------------------------------------------------------------ |
| 历史最高温 °C（°F）                                                      | 11.2 (52.2)                                                              | 19.2 (66.6)                                                              | 25.3 (77.5)                                                              | 35.4 (95.7)                                                              | 35.5 (95.9)                                                              | 39.0 (102.2)                                                             | 39.2 (102.6)                                                             | 35.9 (96.6)                                                              | 34.7 (94.5)                                                              | 27.5 (81.5)                                                              | 21.7 (71.1)                                                              | 14.6 (58.3)                                                              | 39.2 (102.6)                                                             |
| 平均高温 °C（°F）                                                        | −3.4 (25.9)                                                              | 1.4 (34.5)                                                               | 8.1 (46.6)                                                               | 16.9 (62.4)                                                              | 23.5 (74.3)                                                              | 27.6 (81.7)                                                              | 28.8 (83.8)                                                              | 26.7 (80.1)                                                              | 22.2 (72.0)                                                              | 15.2 (59.4)                                                              | 5.9 (42.6)                                                               | −1.6 (29.1)                                                              | 14.3 (57.7)                                                              |
| 日均气温 °C（°F）                                                        | −10.5 (13.1)                                                             | −6.0 (21.2)                                                              | 0.8 (33.4)                                                               | 9.4 (48.9)                                                               | 16.4 (61.5)                                                              | 20.8 (69.4)                                                              | 22.6 (72.7)                                                              | 20.6 (69.1)                                                              | 15.3 (59.5)                                                              | 8.0 (46.4)                                                               | −1.1 (30.0)                                                              | −8.3 (17.1)                                                              | 7.3 (45.2)                                                               |
| 平均低温 °C（°F）                                                        | −16.4 (2.5)                                                              | −12.2 (10.0)                                                             | −5.6 (21.9)                                                              | 2.0 (35.6)                                                               | 9.0 (48.2)                                                               | 14.0 (57.2)                                                              | 16.8 (62.2)                                                              | 15.1 (59.2)                                                              | 9.1 (48.4)                                                               | 2.0 (35.6)                                                               | −6.8 (19.8)                                                              | −13.9 (7.0)                                                              | 1.1 (34.0)                                                               |
| 历史最低温 °C（°F）                                                      | −31.1 (−24.0)                                                            | −27.6 (−17.7)                                                            | −20.9 (−5.6)                                                             | −15.6 (3.9)                                                              | −5.8 (21.6)                                                              | 2.9 (37.2)                                                               | 8.8 (47.8)                                                               | 6.1 (43.0)                                                               | −3.4 (25.9)                                                              | −10.4 (13.3)                                                             | −24.0 (−11.2)                                                            | −31.9 (−25.4)                                                            | −31.9 (−25.4)                                                            |
| 平均降水量 mm（）                                                        | 1.7 (0.07)                                                               | 2.5 (0.10)                                                               | 9.8 (0.39)                                                               | 19.5 (0.77)                                                              | 31.0 (1.22)                                                              | 47.4 (1.87)                                                              | 97.6 (3.84)                                                              | 77.1 (3.04)                                                              | 55.1 (2.17)                                                              | 19.7 (0.78)                                                              | 6.0 (0.24)                                                               | 1.9 (0.07)                                                               | 369.3 (14.56)                                                            |
| 平均降水天数（≥ 0.1 mm）                                                 | 2.0                                                                      | 2.5                                                                      | 4.5                                                                      | 4.1                                                                      | 7.0                                                                      | 9.8                                                                      | 13.5                                                                     | 12.2                                                                     | 8.8                                                                      | 4.8                                                                      | 2.8                                                                      | 1.9                                                                      | 73.9                                                                     |
| 平均相對濕度（％）                                                       | 53                                                                       | 46                                                                       | 42                                                                       | 38                                                                       | 40                                                                       | 49                                                                       | 62                                                                       | 67                                                                       | 61                                                                       | 54                                                                       | 51                                                                       | 52                                                                       | 51                                                                       |
| 月均日照時數                                                             | 184.1                                                                    | 189.4                                                                    | 222.3                                                                    | 243.5                                                                    | 272.5                                                                    | 265.7                                                                    | 244.8                                                                    | 233.9                                                                    | 234.6                                                                    | 226.8                                                                    | 185.8                                                                    | 167.5                                                                    | 2,670.9                                                                  |
| 可照百分比                                                               | 62                                                                       | 63                                                                       | 60                                                                       | 62                                                                       | 62                                                                       | 59                                                                       | 54                                                                       | 55                                                                       | 63                                                                       | 66                                                                       | 62                                                                       | 58                                                                       | 61                                                                       |
| 来源：中国气象局（1971–2000年间的降水天数和日照数据）历史极端气温        |                                                                          |                                                                          |                                                                          |                                                                          |                                                                          |                                                                          |                                                                          |                                                                          |                                                                          |                                                                          |                                                                          |                                                                          |                                                                          |

## 政治

### 现任领导
| 机构     | · 中国共产党 · 大同市委员会 | 大同市人民代表大会 常务委员会 | 大同市人民政府    | · 中国人民政治协商会议 · 大同市委员会 |
| 职务     | 书记                        | 主任                          | 市长              | 主席                                  |
| -------- | --------------------------- | ----------------------------- | ----------------- | ------------------------------------- |
| 姓名     | 張強                        | 谷明                          | 刘俊义            | 姚鸿波                                |
| 民族     | 汉族                        | 汉族                          | 汉族              | 汉族                                  |
| 籍贯     | 山西省孝义市                | 山西省阳高县                  | 山西省长治市      | 山西省大同市                          |
| 出生日期 | 1966年4月（59歲）           | 1965年5月（60歲）             | 1981年6月（44歲） | 1967年10月（57歲）                    |
| 就任日期 | 2024年12月                  | 2021年2月                     | 2024年12月        | 2022年2月                             |

### 行政区划
大同市现辖4个市辖区、6个县。
- 市辖区：平城区、云冈区、新荣区、云州区
- 县：阳高县、天镇县、广灵县、灵丘县、浑源县、左云县

大同经济技术开发区是大同市设立的国家级经济技术开发区。
过去的区划存在突出问题：大同市市辖区行政区划是1970年形成的，建立在“政企合一”的大背景下，是计划经济的产物。主要问题是“城郊分割、犬牙交错、区界不明、矛盾重重”，城区、矿区、南郊区的行政区域界线不清，管辖范围重叠。反映在税收、治安、户籍、环境卫生、城市规划、行政审批，项目落地等方面，扯皮不断，混乱不堪，有利的事争着干，没利的事相互推。这种机构重叠、管理混乱、互相扯皮的局面直接影响了政府的公信力、行政效率和公共服务水平，导致城市基础设施和服务设施建设滞后，重复建设、资源浪费、管理盲区等问题越来越严重。
2018年2月9日，国务院批复大同市部分行政区划调整，撤销大同市城区、南郊区、矿区，设立平城区、云冈区；将南郊区古店镇划归新荣区管辖；撤销大同县，设立云州区。

## 人口
据2023年人口抽样调查，年末全市常住人口为307．9万人，比上年末减少2．2万人。其中，城镇常住人口229．2万人，占常住人口比重为74．4％，比上年末提高0．7个百分点。全年全市出生人口1．7万人，人口出生率为5．6‰；死亡人口2．6万人，死亡率为8．3‰；自然增长率为－2．7‰。
截至2022年，大同市常住人口为310.02万人，比上年末增加0.1万人。其中，城镇常住人口228.5万人，占常住人口比重为73.7%，比上年末提高0.3个百分点。全年全市出生人口1.9万人，人口出生率为6.0‰；死亡人口2.3万人，死亡率为7.4‰；自然增长率为-1.4‰。
根据2020年第七次全国人口普查，全市常住人口为3,105,591人。同第六次全国人口普查的3,318,054人相比，十年共减少了212,463人，下降6.4%，年平均增长率为-0.66%。其中，男性人口为1,571,837人，占总人口的50.61%；女性人口为1,533,754人，占总人口的49.39%。总人口性别比（以女性为100）为102.48。0－14岁的人口为459,258人，占总人口的14.79%；15－59岁的人口为2,005,432人，占总人口的64.57%；60岁及以上的人口为640,901人，占总人口的20.64%，其中65岁及以上的人口为437,083人，占总人口的14.07%。居住在城镇的人口为2,257,531人，占总人口的72.69%；居住在乡村的人口为848,060人，占总人口的27.31%。

### 民族
全市常住人口中，汉族人口为3,093,406人，占99.61%；各少数民族人口为12,185人，占0.39%。与2010年第六次全国人口普查相比，汉族人口减少215,947人，下降6.53%，占总人口比例下降0.13个百分点；各少数民族人口增加3,484人，增长40.04%，占总人口比例增加0.13个百分点。少数民族包括回族、满族、藏族、苗族、朝鲜族等。
2020年，大同市有少数民族36个，约1．6万人，有4个回族聚居村：平城区田村、云州区三条涧村、云州区马家会村、天镇县袁家皂村，有清真食品经营单位21家。11月17日，平城区御河街道田村少数民族活动中心的民族团结活动室揭牌。

### 方言
大部分地区为北方晋语区大包片中的大同话，各县区口音稍有不同。
大同市及天镇县、阳高县、左云县方言属晋语大包片，浑源县、广灵县方言属晋语五台片，大包片、五台片方言均有入声。东北部的灵丘县属北方官话，无入声。
大同市方言语音特点为平翘舌音不分，如“四”与“十”、“资”与“支”同音。无鼻音韵尾，前后鼻音不分，韵尾为喉擦音，比如“根”与“更”、“音”与“英”同音。部分古入声字
舒化，舒入两读字增加，如“活动”的“活”为入声，“大活人”的“活”为舒声。有丰富的儿化韵，如“您”说“您儿”，“怹”说“他儿”。
大同市方言词汇特点为有大量的特色词缀，如“圪置蛋”（普通话意思是块），“忽眨”（普通话意思是眨），“日脏”（普通话意思是脏），“蹦跶”（普通话意思是蹦）等。叠音词丰富，如“绿莹莹、粉呐呐、红外外”等。有丰富的四字俗语，如“白皮泛脸、灰眉处眼”等。有分音词，比如：“摆”说成“不来”，“圈”说成“圐圙”等。
大同市方言非常经济简洁，表现在语法上以简便为特点，如“他去了没？”（普通话意思是“他去了还是没去呢？”），“吃顿儿饭叫我”（普通话意思是“吃饭的时候叫我”），“你拿去哇”（普通话意思是“你去拿回来吧”），等等。

### 宗教

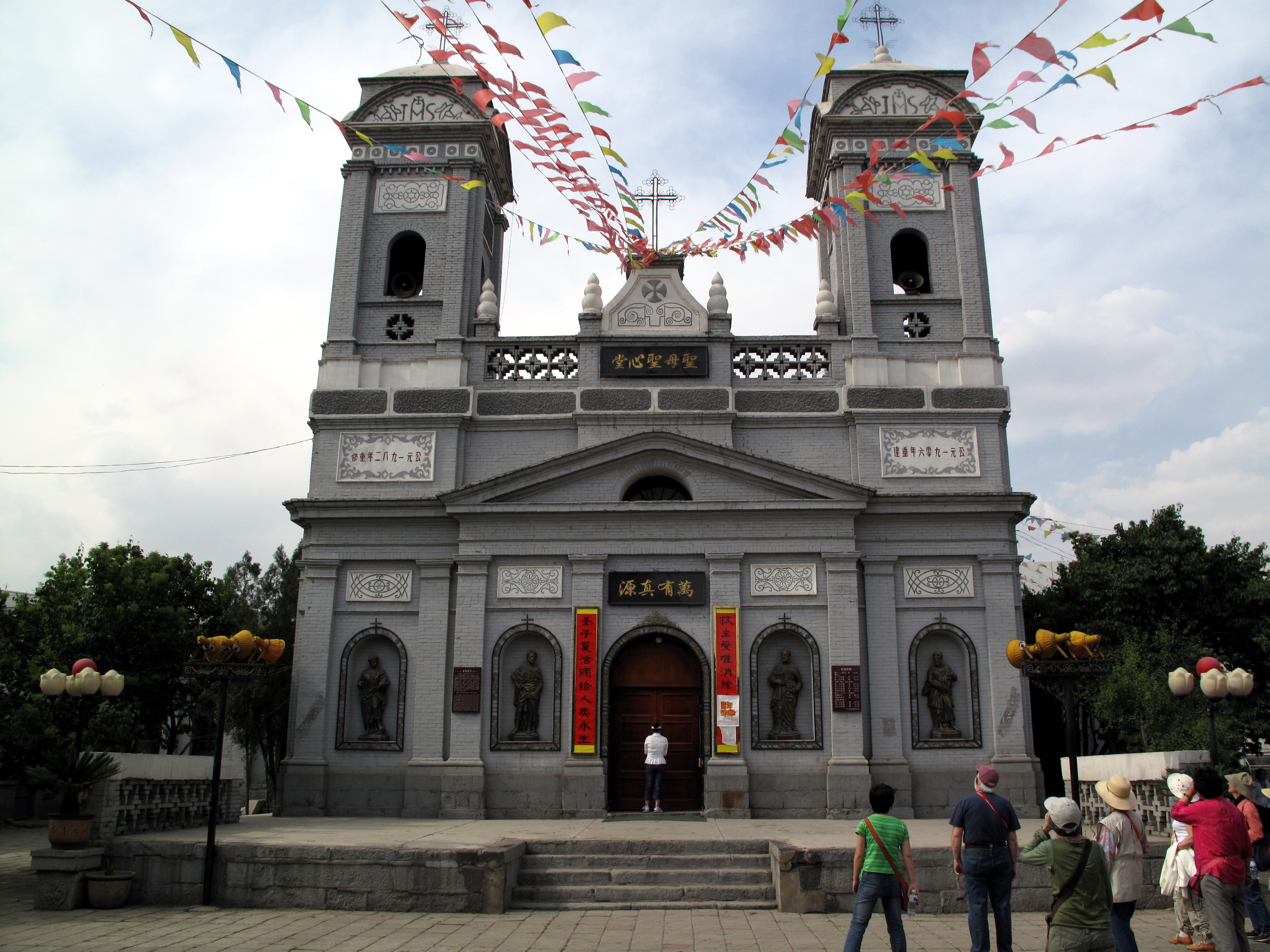
天主教大同教区主教座堂大同圣母圣心堂

大同市大多数户籍人口无宗教信仰。此外，分布有部分佛教、道教、伊斯兰教、基督教、天主教信仰群体。
2021年，大同市有佛教协会、道教协会、伊斯兰教协会、天主教爱国会、基督教三自爱国运动委员会五大市级宗教团体。全市有信教群众12．87万人，有正式登记、依法开放的宗教活动场所339处。其中，佛教场所154处、道教场所29处、伊斯兰教场所3处、天主教场所11处、基督教场所142处。全市有宗教教职人员813人。其中，佛教321人、道教56人、伊斯兰教9人、天主教19人、基督教长老以上72人（牧师6人，副牧师5人，长老61人），传道员336人。

## 经济

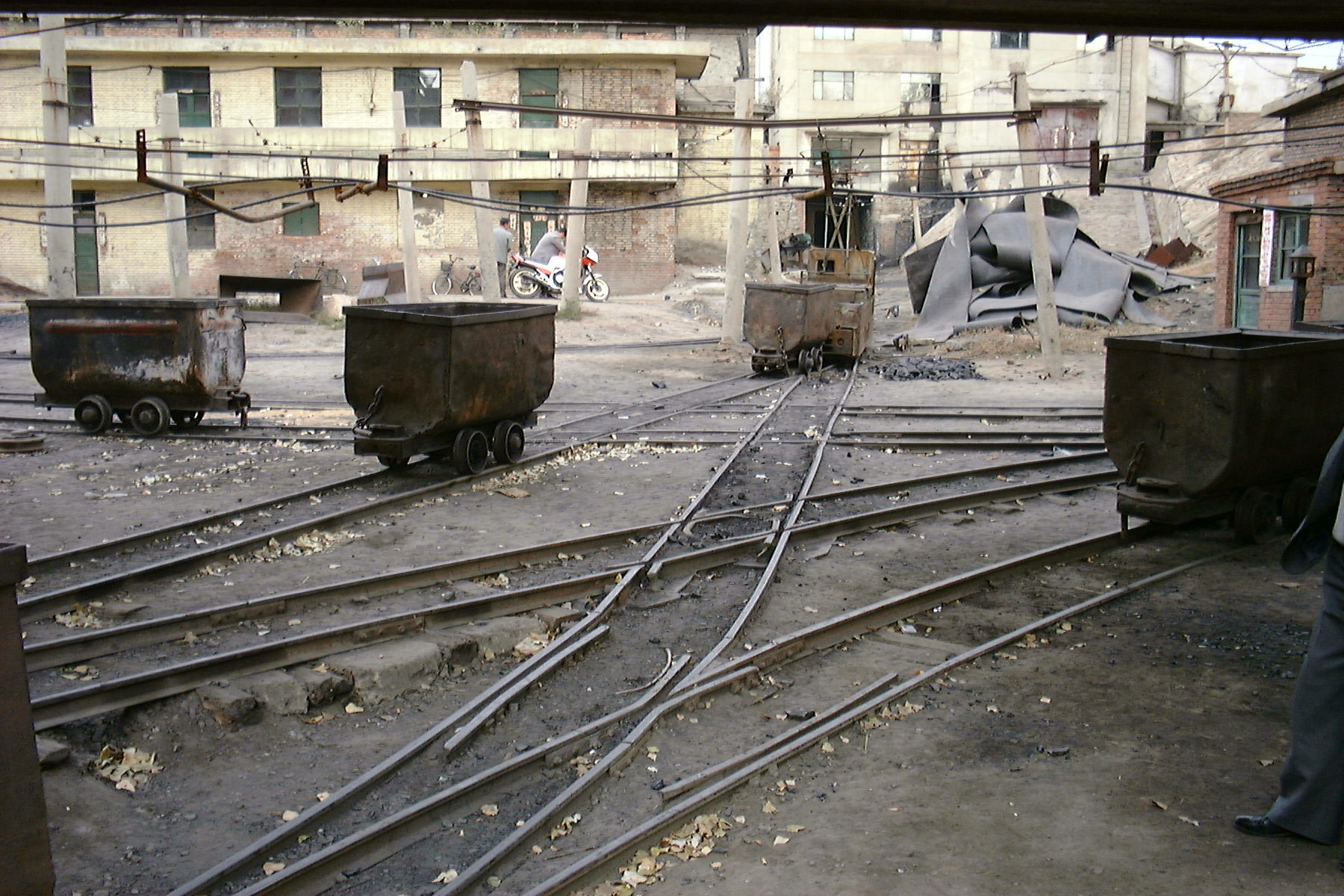
大同煤礦

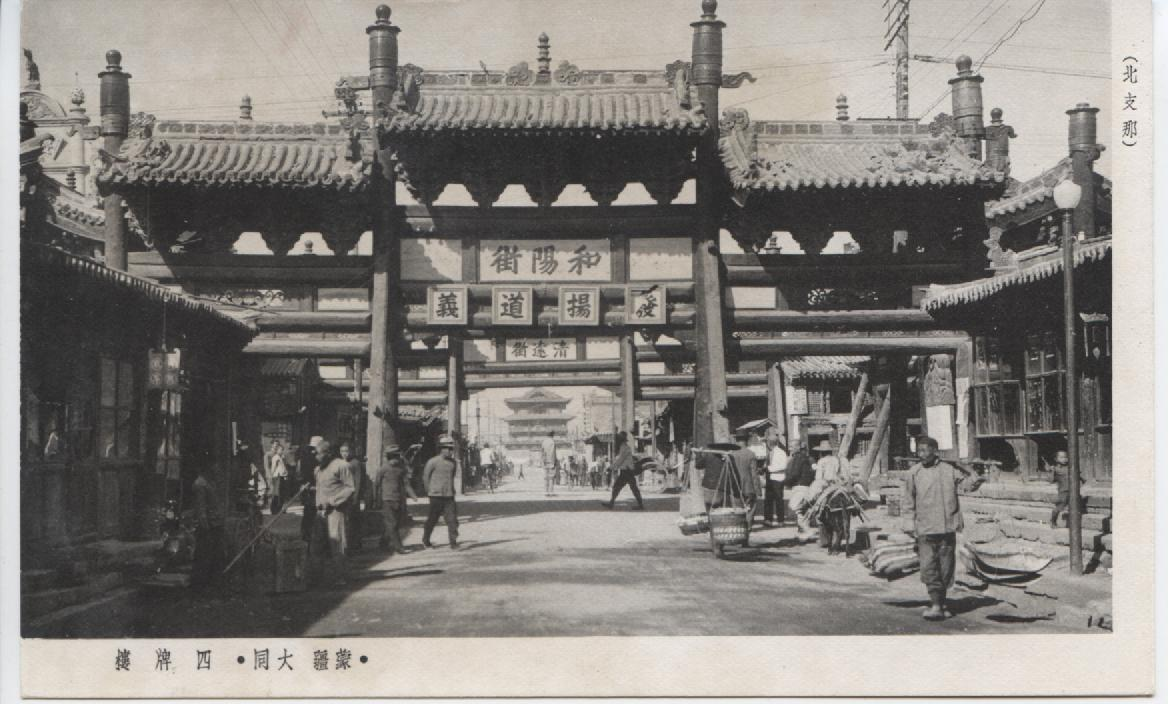
蒙疆政府时代的四牌楼

主要有采矿、电力、化工、建材、医药、装备制造、冶金、轻纺等多门类工业体系。
在中华人民共和国成立以后，中央政府对大同经济相当重视，大同为中华人民共和国一五计划的重点建设城市。拥有中国华北第一个大型水泥厂——大同水泥厂、华北最大的现代化糖厂——大同糖厂、全国最大的矿务局——大同矿务局等有重大影响意义的企业。大同市内重要的工业企业有大同煤矿集团、大同电力机车厂、大同齿轮厂、山西橡胶厂、山西柴油机厂、大同第二发电厂、大唐云岗热电厂等。其中大同的制药工业在山西乃至全国现在一定地位。但是由于计划经济体制的束缚及规划和建设的不完善，大同经济逐渐落后，在山西省内排名已落后到5、6名左右。城市经济一煤独大，高度依赖煤炭行业的增长，环境遭到破坏。

### 农林牧渔业
2018年，大同市第一产业增加值为64.5亿元人民币，较上年增长3.6%，占地区生产总值的比重为5.1%。全市农林牧渔服务业现价总产值完成121.7亿元，增长3.8%；全年全市农作物种植面积321.71千公顷，其中大部分种植粮食。

### 工业

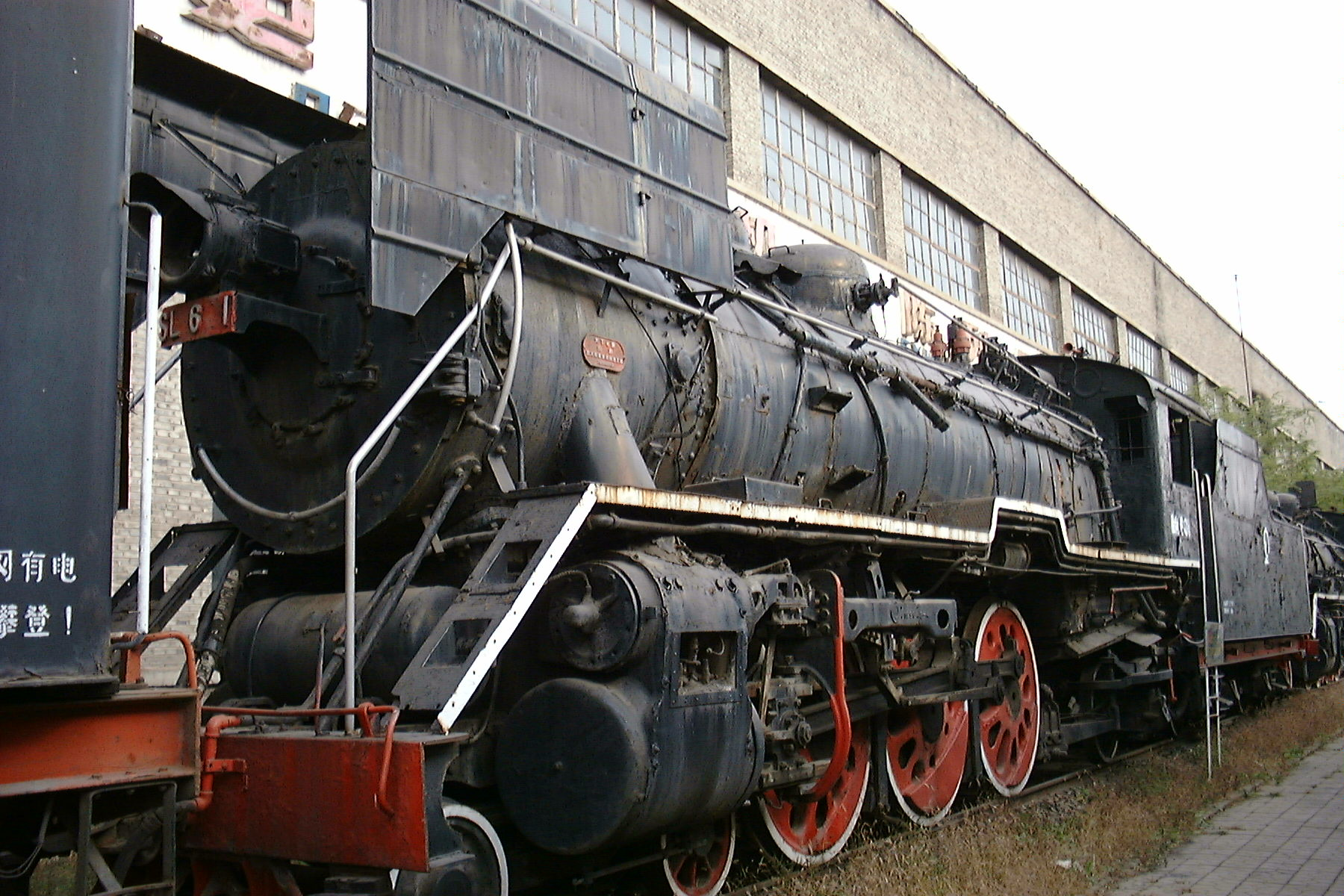
大同機車廠紀念園區

2023年，全年全市全部工业增加值711．7亿元，按不变价格计算，比上年增长5．7％。规模以上工业增加值比上年增长4．5％。
分门类看，采矿业增长3．2％，制造业增长12．2％，电力、热力、燃气及水生产和供应业下降1．2％。分煤与非煤看，煤炭工业增加值增长3．2％，非煤工业增加值增长7．2％。
在规模以上工业中，分经济类型看，国有控股企业下降2．8％，股份制企业增长2．0％，地方企业增长5．1％，私有企业增长27．2％。
在规模以上工业中，煤炭开采和洗选业增长3．2％，黑色金属矿采选业增长6．4％，非金属矿采选业增长0．2％，食品制造业增长40．6％，医药制造业下降2．5％，橡胶和塑料制品业增长7．5％，黑色金属冶炼和压延加工业下降27．1％，通用设备制造业增长21．1％。
全年全市规模以上工业企业实现营业收入2092．7亿元，比上年下降21．8％；实现利润总额130．6亿元，增长40．7％；实现利税总额265．0亿元，增长12．5％。规模以上工业企业每百元营业收入中的成本为81．1元，营业收入利润率为6．2％。
全年全市一次能源生产折标准煤0．9亿吨，比上年增长7．0％；二次能源生产折标准煤0．7亿吨，下降1．1％。
全年外输电力346．0亿千瓦时，比上年下降1．4％，外输电量占发电量比重为61．2％。全社会用电量219．6亿千瓦时，比上年增长9．3％。其中，农林牧渔业用电量4．6亿千瓦时，增长17．6％；工业用电量129．6亿千瓦时，增长1．6％；建筑业用电量1．7亿千瓦时，下降1．3％；服务业用电量55．4亿千瓦时，增长36．9％；居民生活用电量28．4亿千瓦时，增长4．4％。
2018年，大同市第二产业增加值为464.5亿元人民币，较上年增长5.4%。其中，煤炭产业工业增加值为146.0亿元，较上年下降4.2%，占工业增加值总量的43.9%；非煤产业工业增加值187.9亿元，较上年增速14.5%，占总值56.1%。2018年，大同市原煤产量11167.20万吨，其中同煤集团产量9020.33万吨，地方煤矿产量2146.88万吨。2018年，大同市发电量458.95亿千瓦时。其中，火力发电占绝大多数，据2018年4月的统计，大同市86.5%的发电量来自煤炭火力发电。截至2018年，火力发电厂国电电力大同第二发电厂装机容量排名华北第二、山西第一。2018年全年大同市风力发电量38.65亿千瓦时。

### 服务业

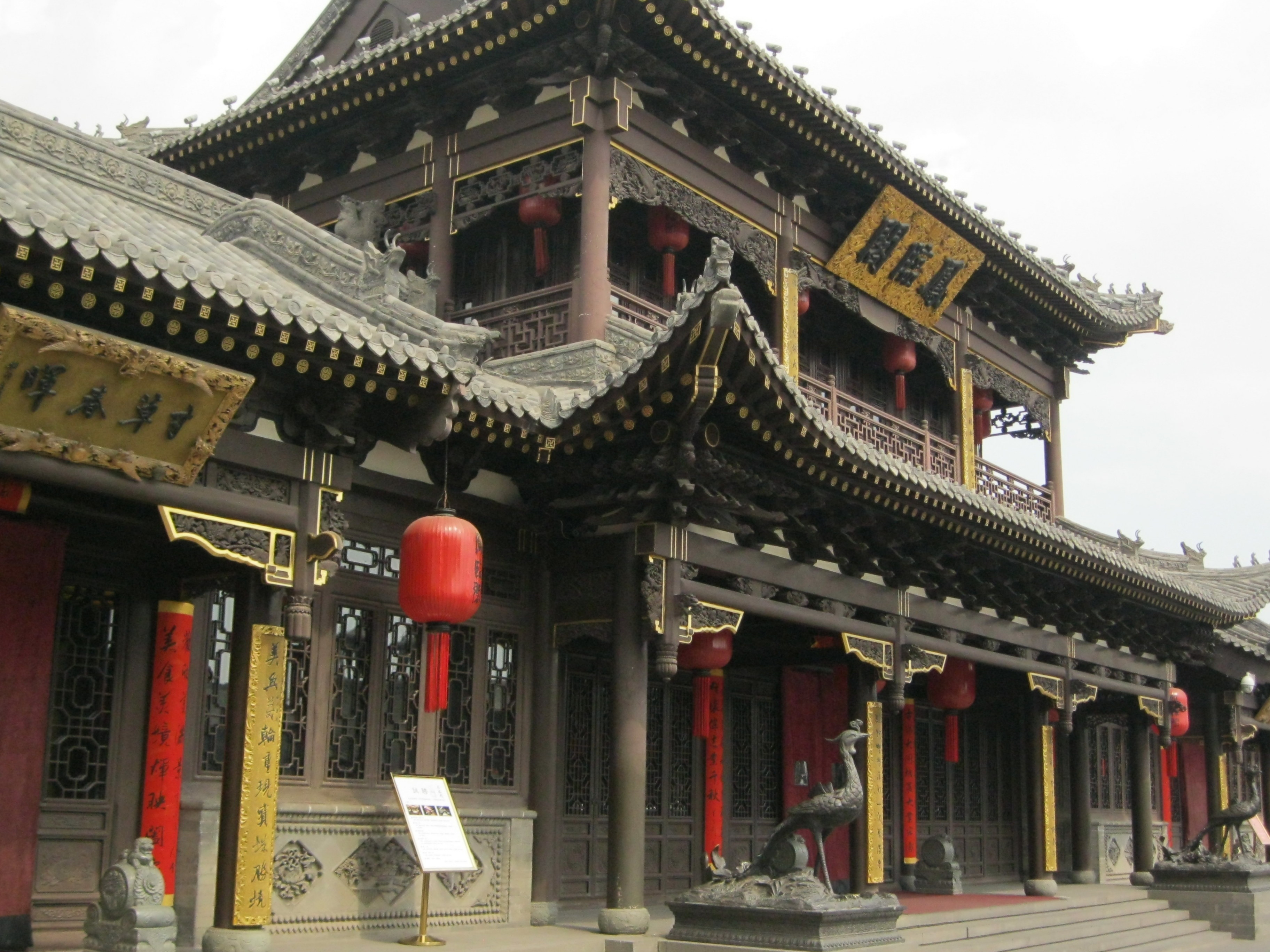
鳳臨閣

2023年全年全市服务业增加值962．4亿元，按不变价格计算，比上年增长5．4％。其中，批发和零售业增加值144．2亿元，增长13．4％；交通运输、仓储和邮政业增加值156．0亿元，增长8．1％；住宿和餐饮业增加值30．9亿元，增长8．6％；金融业增加值100．2亿元，增长6．4％；房地产业增加值106．7亿元，下降0．8％。全年规模以上服务业企业营业收入增长4．7％，利润总额增长25．8％。

## 城市建设

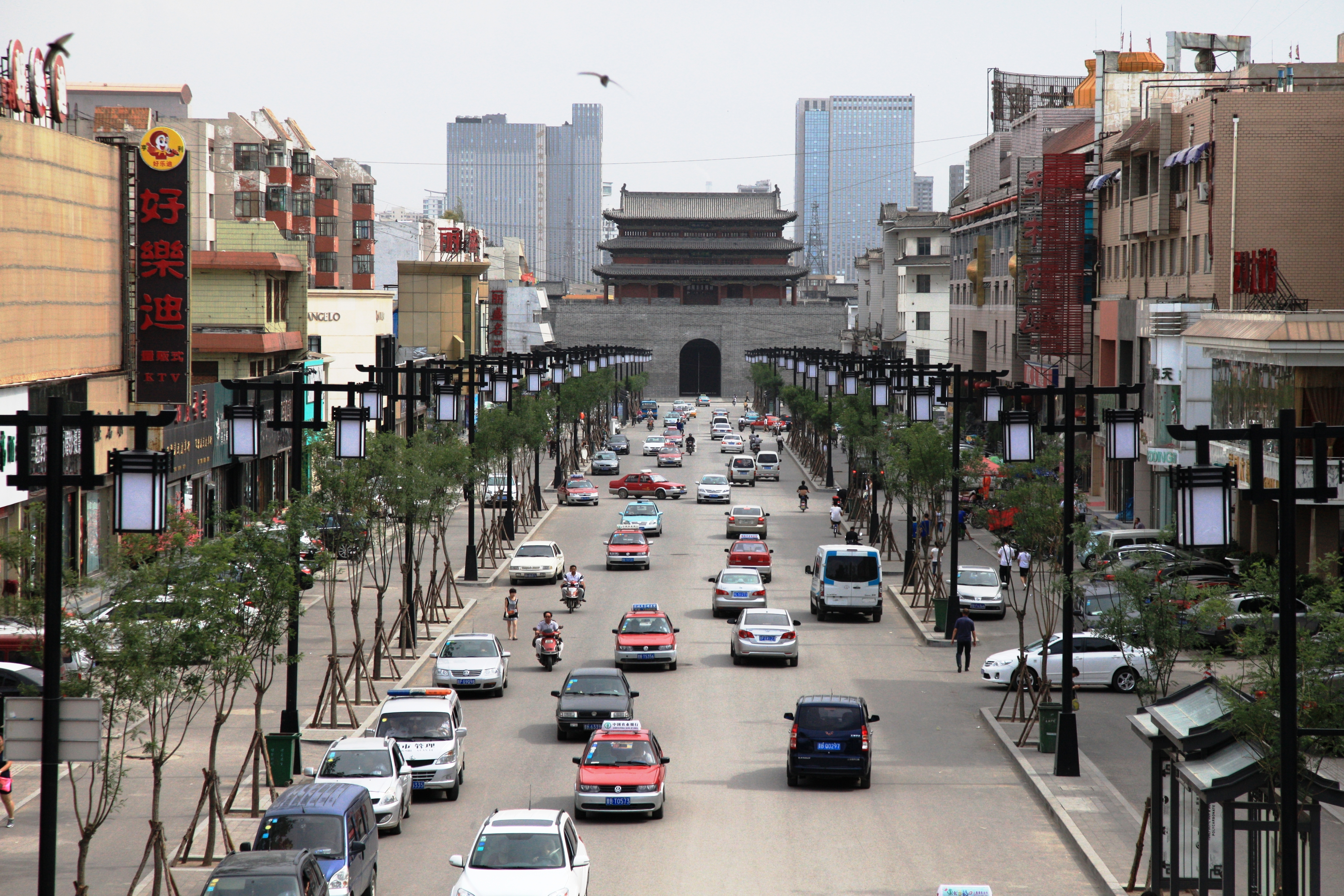
由鼓楼南望永泰街和永泰门

大同古城布局犹如凤凰单展翅，以四牌楼为中心分为东西南北四大街，其中大西街为著名商业街，此外还有教场街近年商业发展迅速。在耿彦波担任市长期间，从2008年3月到2013年，大同市进行古城修复保护工程，对城市进行大规模改建。

### 市区主要街道
- 南关街道
- 北关街道
- 东街（和阳街）
- 西街（清远街）
- 南街（永泰街）
- 北街（武定街）
- 新建南路（魏都大道北）
- 新建北路（魏都大道南）
- 大庆路
- 新华街
- 西花园
- 老平旺
- 向阳里
- 振华南街
- 雁同东西路（平城街）

以上街道名称为旧有名称，括号内为大同市政府根据中华人民共和国城市道路法在对城市道路名称进行重新命名后的名称。

### 市区街道新旧名称对比
| 新地名   | 旧地名                                                                                   |
| -------- | ---------------------------------------------------------------------------------------- |
| 和阳街   | 大东街                                                                                   |
| 清远街   | 大西街                                                                                   |
| 永泰街   | 大南街                                                                                   |
| 武定街   | 大北街                                                                                   |
| 迎宾街   | 迎宾东路、迎宾西路、宾西街(西起西环路，东至迎宾大桥)                                     |
| 恒安街   | 迎宾街的迎宾大桥以东延伸段                                                               |
| 平城街   | 雁同东、西路及延伸段(西起西环路，东至平城桥)                                             |
| 云州街   | 平城街的平城桥以东延伸路段                                                               |
| 北都街   | 新开西二路、新胜东西街、南关东西街、小东门街(西起同泉路、东至北都桥)                     |
| 西京街   | 北都街的北都桥以东延伸路段                                                               |
| 御河西路 | 御河南、北路及延伸路(北起得大高速，南至大运高速)                                         |
| 魏都大道 | 新建南、北路(北起火车站，南至京大高速大同收费站)                                         |
| 云中路   | 新开南、北路(北起操场城街西端，南至南环路)                                               |
| 向阳街   | 向阳东、西街(西起大庆路，东至滨河路)                                                     |
| 武定北路 | 操场城街、西马路、新华街及延伸段(南起武定街北端，向北延伸)                               |
| 永泰南路 | 南关北街、南关南街、南关下关街、工农路(北起永泰街南端、南至南环路)                       |
| 清远西街 | 新建西路(东起清远街西端，西至云冈路)                                                     |
| 振华路   | 振华南、北街以及同泉路南北走向段(迎春里东口至公汽大修厂门口段)(北起清远西街，南至迎宾街) |
| 永宁街   | 新开西一路、振华西街(东起云中路，西至西环路)                                             |
| 北苑路   | 黄花街、站东大街(南起平城街，北至得大高速，得大高速以北与丰镇界相接路段仍叫同丰路)       |
| 操场城街 | 操场城东、西街及新开北路东西走向段(西起云中路北端，东至滨河路)                           |
| 北环路   | 东马路及其东西延伸段(东、西分别接拟建的东环路，西环路)                                   |
| 南环路   | 南环路及其向东延伸段(东、西分别接拟建的东环路，西环路)                                   |
| 西环路   | 西环路及其向北延伸段(南北两端分别与南环、北环相接)                                       |
| 东环路   | 将在御东区的规划位置新建                                                                 |
| 同泉路   | 同泉路在城区内的起点由迎春里东口拟变为同泉路与振华路的交汇处                             |
| 云冈路   | 同左路(以西环路与云冈路交叉口为起点，途径云冈至左云)                                     |
| 兴云街   | 兴云桥向东的延伸段                                                                       |
| 南环桥   | 南环路通过御河的路段新建桥梁                                                             |
| 北环桥   | 北环路通过御河的路段新建桥梁                                                             |
| 御河东路 | 御东区北起北环路，南至大塘公路                                                           |
| 永和路   | 御东区北起北环路，南至大塘公路                                                           |
| 文兴路   | 御东区北起北环路，南至大塘公路                                                           |
| 永安路   | 御东区北起北外路，南至京大高速路                                                         |
| 太和路   | 御东区北起北环路，南至大塘公路                                                           |
| 文瀛路   | 御东区北起北环路，南至大塘公路                                                           |
| 西苑路   | 拥军东、西路合并                                                                         |
| 武州路   | 拥军南、北路合并                                                                         |
| 文昌街   | 医卫街                                                                                   |
| 长青街   | 御河西路支一路                                                                           |
| 云林街   | 御河西路支二路                                                                           |
| 柳泉街   | 御河西路支三路                                                                           |
| 兴和路   | 龙园西路(施工暂定名)                                                                     |
| 云山街   | 御河东路大同大学北面街道                                                                 |
| 永固街   | 御河东路大同大学南面街道                                                                 |
| 白登路   | 208国道市区段                                                                            |

## 交通

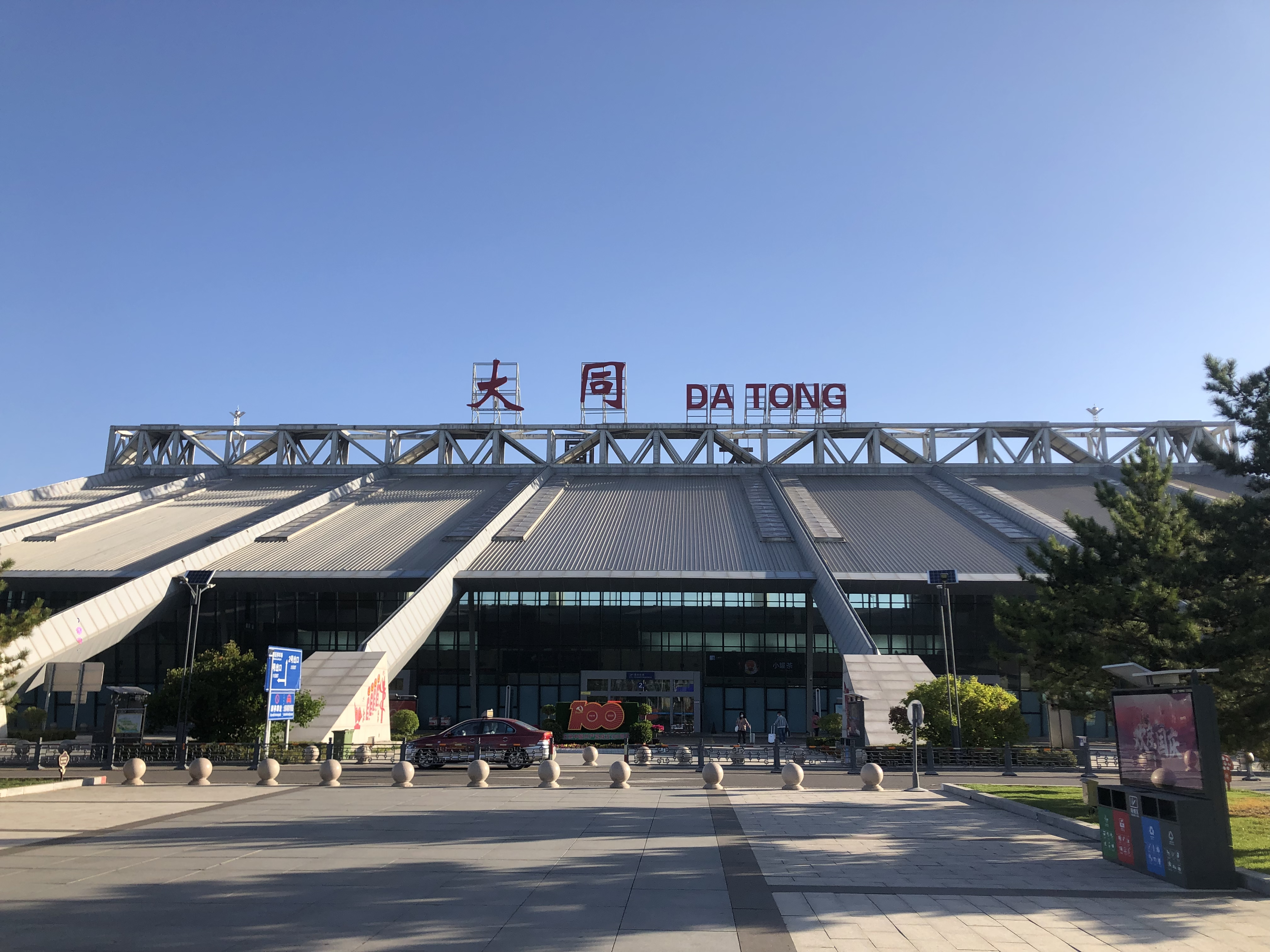
大同云冈国际机场

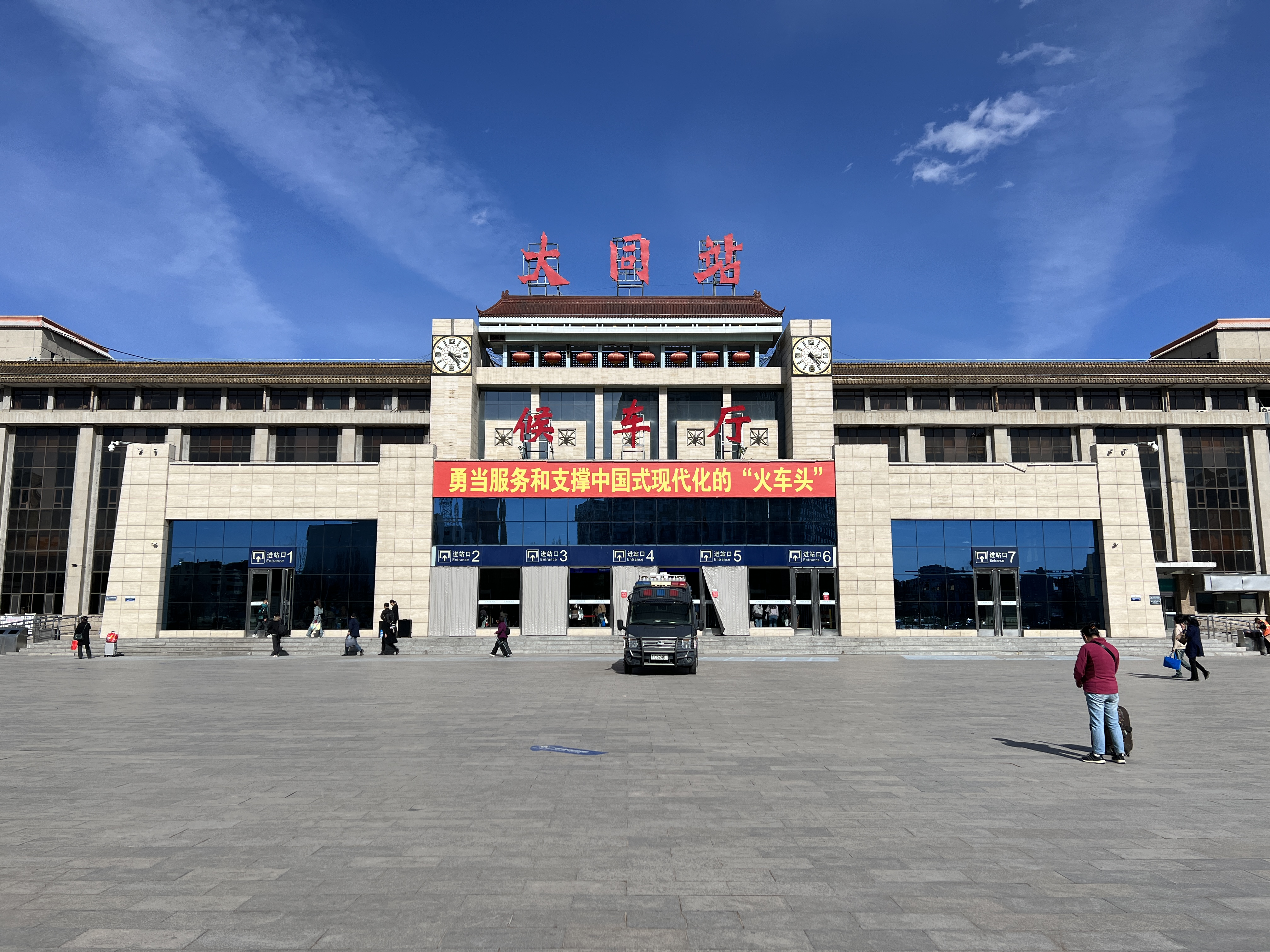
大同站

### 航空
大同云冈国际机场位于云州区倍加造镇北，为山西第二民航机场，等级为4C,可降波音737等中型以下客机。

### 铁路
客运有：京包铁路、同蒲铁路大同站；大张客运专线、大西客运专线
、乌大高速铁路大同南站。
货运有：大秦铁路、大准铁路

### 公路
有 208国道、 209国道、 108国道、 109国道，及 京大高速、 大运高速、 得大高速、 大同绕城高速、 天镇至灵丘高速、 广浑高速、 大呼高速等高速公路。

### 市内

#### 公交
截至2011年1月大同市共有49条运营中的公交线路，线路总长687公里。公交网络覆盖了东到御东新区的蔚州疃、西到云冈区的姜家湾、南到怀仁县的毛家皂、北到新荣区的堡子湾的大片区域。其中2011年1月8日开行的601路（云冈区公交二公司——大同火车站）是大同市第一条快速公交线路。
近年来随城市发展，大同公交逐渐淘汰了一些老的车型，但是部分市郊线路车型仍然老旧，在运营中常常出现问题。因大同市于2008年启动的古城保护工程，城区干道陆续施工整修，公交路线经常需要调整，以致于站牌上标示的路线与实际路线常常不一致。
大同公交的票价广受诟病。而且大同公交卡与其他城市相比折扣偏少。

#### 出租车
起步价7元，一公里昼间1.3元，夜间2.6元（新车昼间1.6元，夜间2.1元）
2023年全年全市公路通车里程12761公里。其中，高速公路562公里。全市公路密度90．5公里/百平方公里。全市民航客运量78．2万人次，比上年增长117．4％；货邮量805．3吨，增长29．8％。民用航空航线17条，通航城市26个。
年末全市民用车辆保有量93．7万辆，比上年增长5．6％。其中，新注册汽车5．8万辆，增长87．1％；个人汽车85．1万辆，增长13．9％。年末载客汽车保有量85．8万辆，比上年增长20．8％。其中，个人载客汽车78．9万辆，增长17．4％。年末轿车保有量48．8万辆，比上年增长5．0％。其中，个人轿车46．8万辆，比上年增长4．8％。

## 文化

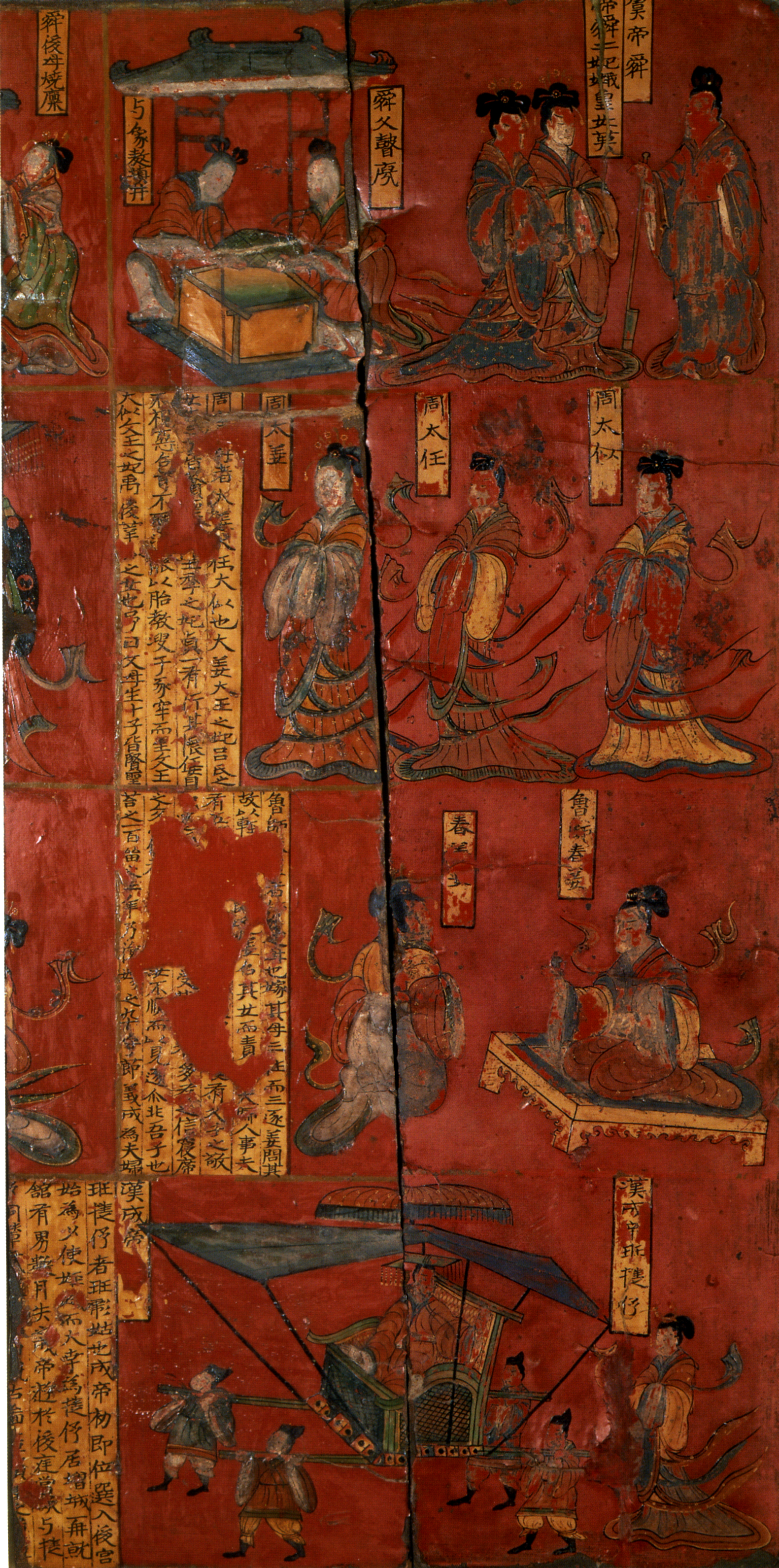
北魏司马金龙墓出土的彩绘人物故事漆屏，国家一级文物、禁止出国（境）展览文物，由山西博物院和大同市博物馆分藏

大同全市共有文化艺术馆11个，文艺表演团体9个，公共图书馆11个，图书总藏量144．4万册。博物馆29个，档案馆12个。全市共有广播电视台10个，微波站12座，有线电视网11个。广播人口覆盖率99．2％，电视人口覆盖率达99．6％，有线电视用户35．0万户。

### 图书馆
- 大同市图书馆，位于平城区文瀛北路西侧
- 大同平城区图书馆，位于平城区帅府街
- 大同市工人图书馆，位于迎宾西路３号
- 大同市云冈区图书馆，位于云冈区五一街８号
- 阳高县图书馆，位于城关镇柳巷１号
- 广灵县图书馆，位于城商村街３６号
- 左云县图书馆，位于云新西大街文体巷51号[47]

### 教育

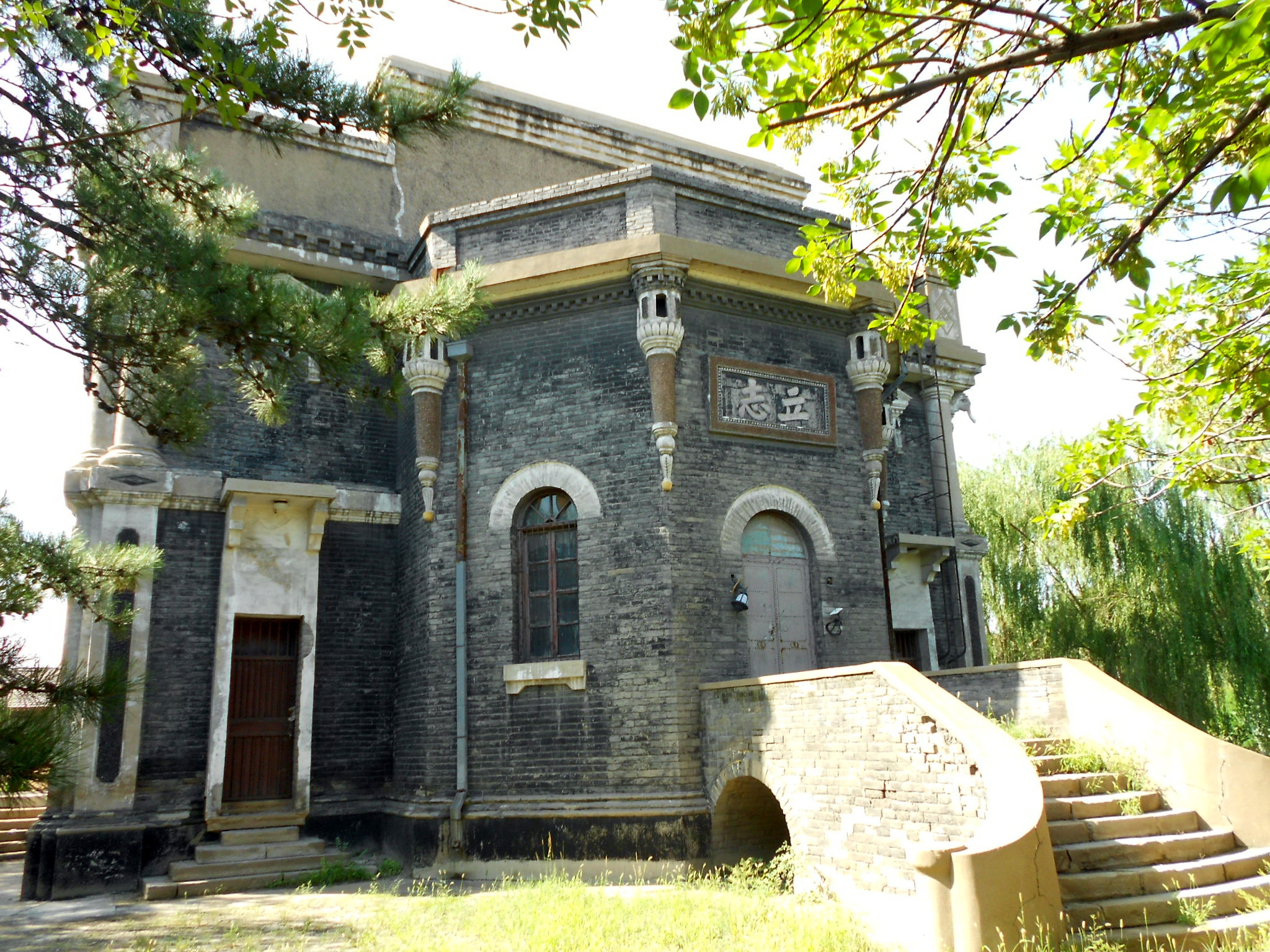
山西省立第三中学是大同市第一中学的前身，其校址已入选全国重点文物保护单位，图为其礼堂

大同全市共有普通、职业高等学校4所，中等职业教育学校33所，普通高中46所，普通初中93所，普通小学256所，特殊教育6所，学前教育534所。
大同市现有两所高等院校。山西大同大学为省属综合性大学，包含经济、法学、教育学、文学、历史学、农学、理学、工学、医学、管理学、艺术学等11个学科，中文、化学、工程三个学科拥有硕士学位授予权，2018年4月有全日制在校生27317人，在武书连2018中国大学综合实力排行榜上排名山西省第6位。另一所高校大同师范高等专科学校成立于2018年5月，隶属大同市政府，主要为小学和学前教育培养专科层次师资，也培养符合地区需要的专业技能人才，成立时在校生约3400人。2018年10月，大同市政府宣布筹建太行大学。
光绪三十年（1904年）知府刘瀛在停办的云中书院处筹办大同府中学堂，1905年正式开学，是大同最早的中学教育。1913年学校由省接管后改为山西省立第三中学校，1934年改称山西省立大同中学校。1934年山西省立第五女子师范学校改制，易名“山西省立大同女子初级中学校”。1937年9月大同沦陷后省立大同中学校校园被日军用作陆军医院，女中被用做伤兵疗养处，两校设备尽毁。抗战胜利后两校恢复，女校又改制为大同女子师范学校。1946年大同天主教会创办中学校，1947年省教育厅备案后定名为私立大同育英中学校。1947年国民党晋北党务办事处建立中正初级中学。同年宁武中学在大同建校并招生，1948年怀仁中学逃亡到大同办学。
1949年后，军管会接收大同中学校、私立育英中学、大同女子师范学校；中正中学、宁武中学被撤销；怀仁中学被遣回原籍。大同中学校后更名为大同市第一中学。私立育英中学改名为大同中学校分校，后改名为大同市第二中学校。大同女子师范学校后数次更名，为现男女兼收的大同市第五中学校。此后数年新建一批公立中学，另有厂矿企业中学（近年逐渐收归政府管理），少量私立中学。2013年全市有232所普通中学（大多数为公立中学），在校生18.15万人。大同一中、大同二中、同煤一中、阳高一中、浑源一中为山西省首批重点中学，俗称大同市“五大中学”，初高中升学率均较高。初中教育比较成功的学校还有大同三中、大同六中、北岳中学、大同十中、同煤四中等。此外，近年高标准新设了大同市实验中学和北京师范大学大同附属中学校两所公立完全中学。
光绪二十八年（1902年）大同县知县龙璜在原平城书院创办大同官立高等小学堂，这是大同县第一所高等小学校。民国成立后，城乡设立了很多初等小学堂。1918年大同县知县冯延铸下令取缔私塾，强令男女儿童接受义务教育，并设立女子国民学校。1926-1928年因战祸和天灾，教育衰败。1937年9月大同沦陷后教员四散奔逃，学校停办。抗战胜利后阎锡山政府忙于内战，无暇顾及教育，仅恢复了少数国民学校。1949年后，私立小学和教会小学陆续为人民政府接管。另外增设了许多市属小学，此外还有厂矿企业所设子弟小学（近年逐渐收归政府管理）。2013年全市有631所小学（大多数为公立小学），在校生20.1万人。
大同最早的幼儿园是1912年大同县育婴堂附设的幼稚园。1949年以来政府大力发展幼教事业。至2013年大同市共有477所幼儿园，在园儿童数7.6万人。

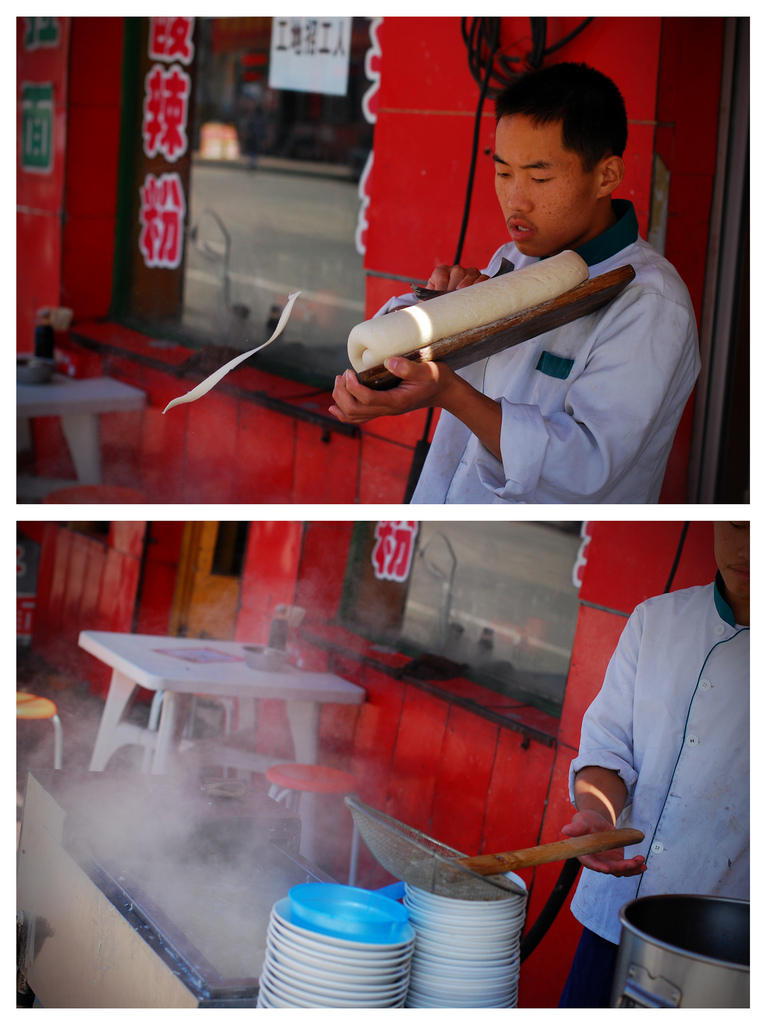
大同刀削麵

### 地方特产
- 地方名吃：大同刀削面、羊杂、油炸糕、大同铜火锅、凤临阁烧麦、莜面、广灵豆腐干、浑源凉粉、阳高杏脯等
- 食材药材：大同黄花、恒山黄芪等
- 工艺品：大同煤雕、云冈绢人等

### 戏剧曲艺
数来宝是大同方言表演的曲艺形式，类似于相声。此外还有晋剧、二人台、北路梆子、耍孩儿、罗罗腔、道情等也是知名艺术形式。

### 影视
讲述大同市长耿彦波主政大同的纪录片《大同》（又名《中国市长》）获第52屆金馬獎最佳紀錄片。山西籍导演贾樟柯的电影《任逍遥》讲述了2001年左右大同市失业工人子女的迷茫生活，入选了戛纳电影节竞赛单元。他的另一部电影《江湖儿女》的部分情节也发生在大同。大同本土电影有《塞外有家》《莫斯科离大同不远》等。2018年7月18日至22日，第四届成龙国际动作电影周在大同市举行。

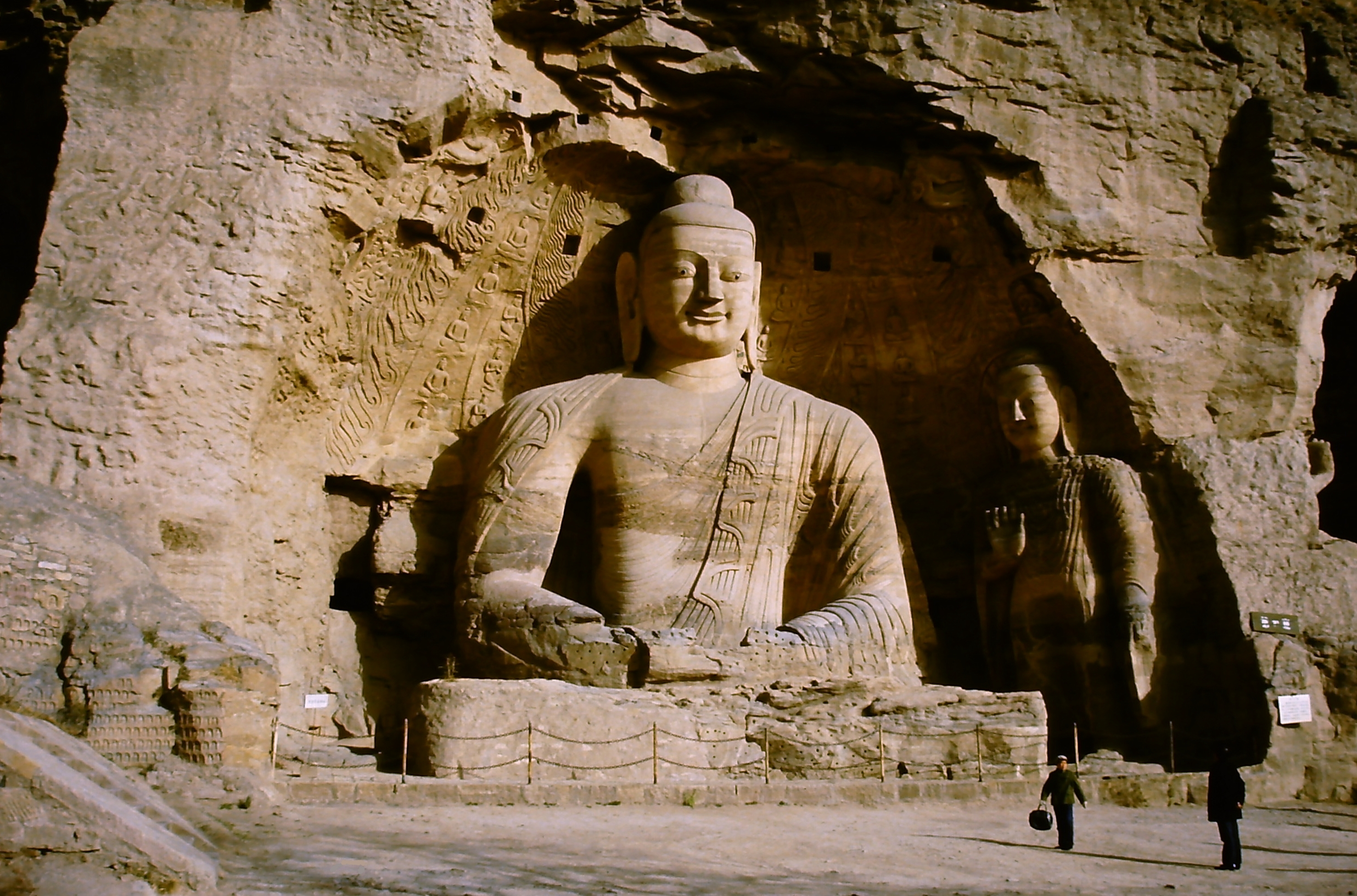
云冈石窟第20窟

### 体育
2019年第二届全国青年运动会上，大同承办篮球、足球、冰雪项目部分比赛。其中，雪上项目单板滑雪在二青会开幕式之前的2019年1月举办，赛场在大同万龙白登山滑雪场。2022年第十六届山西省运动会将由大同市、朔州市联合举办。大同市自2014年起举行大同国际自行车骑游大会，截至2018年已举办了五届。
大同全市共有体育馆11个。2023 年，大同市承办了第十六届省运会，以168枚金牌、132枚银牌、137枚铜牌，总奖牌437枚，总分4456分的成绩位列全省第二。全市代表队参加了全国第一届学青会，共收获1枚银牌、7枚铜牌。全年全市组织了大同市第四届全民健身运动会、大同市第六届“未来之星”阳光体育大会。成功举办了第四届中国·大同冰雪节、第四届大同古长城公路自行车公开赛、2023年大同摇滚马拉松比赛等赛事。

## 旅游名胜

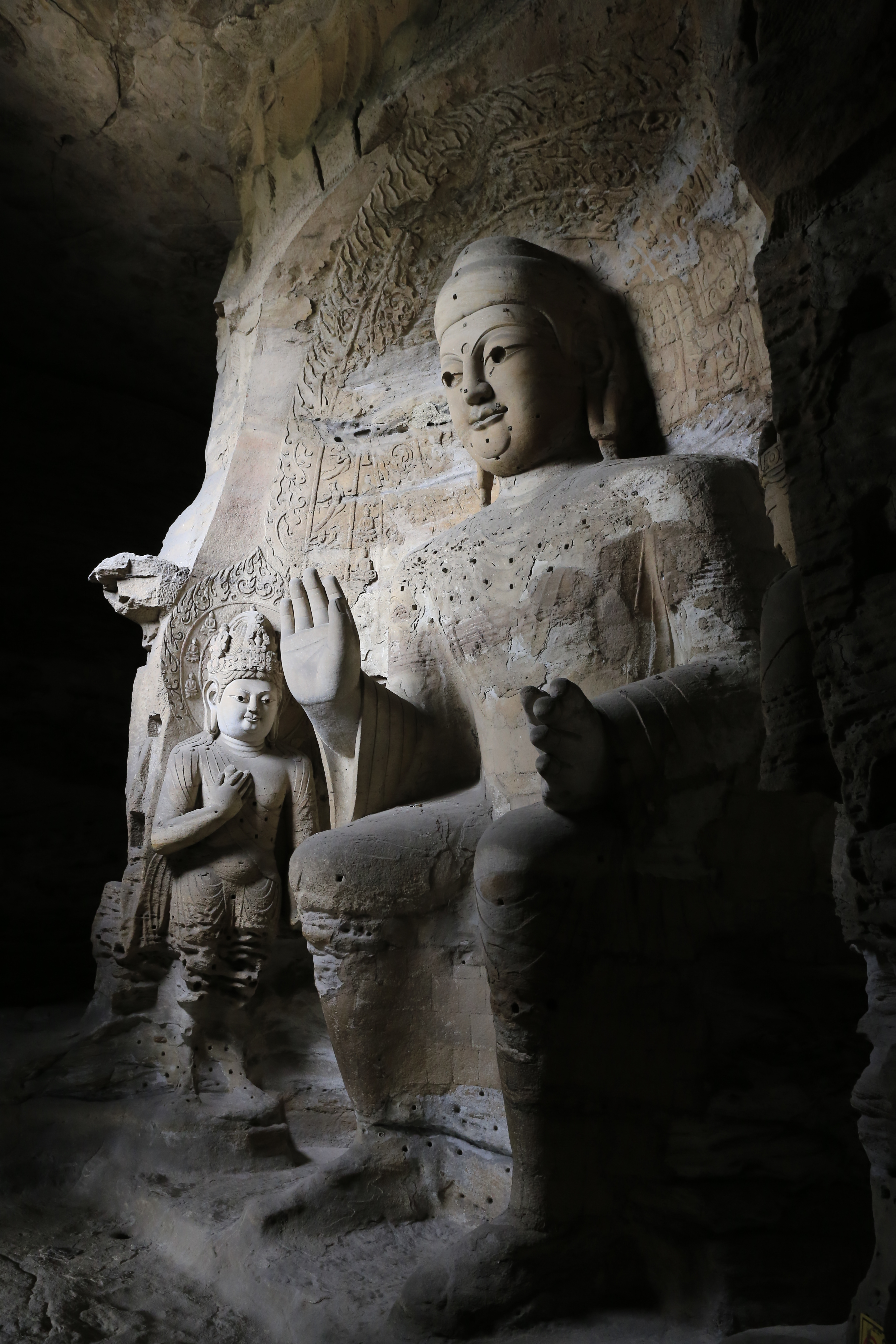
位于云冈区的世界文化遗产云冈石窟第3窟

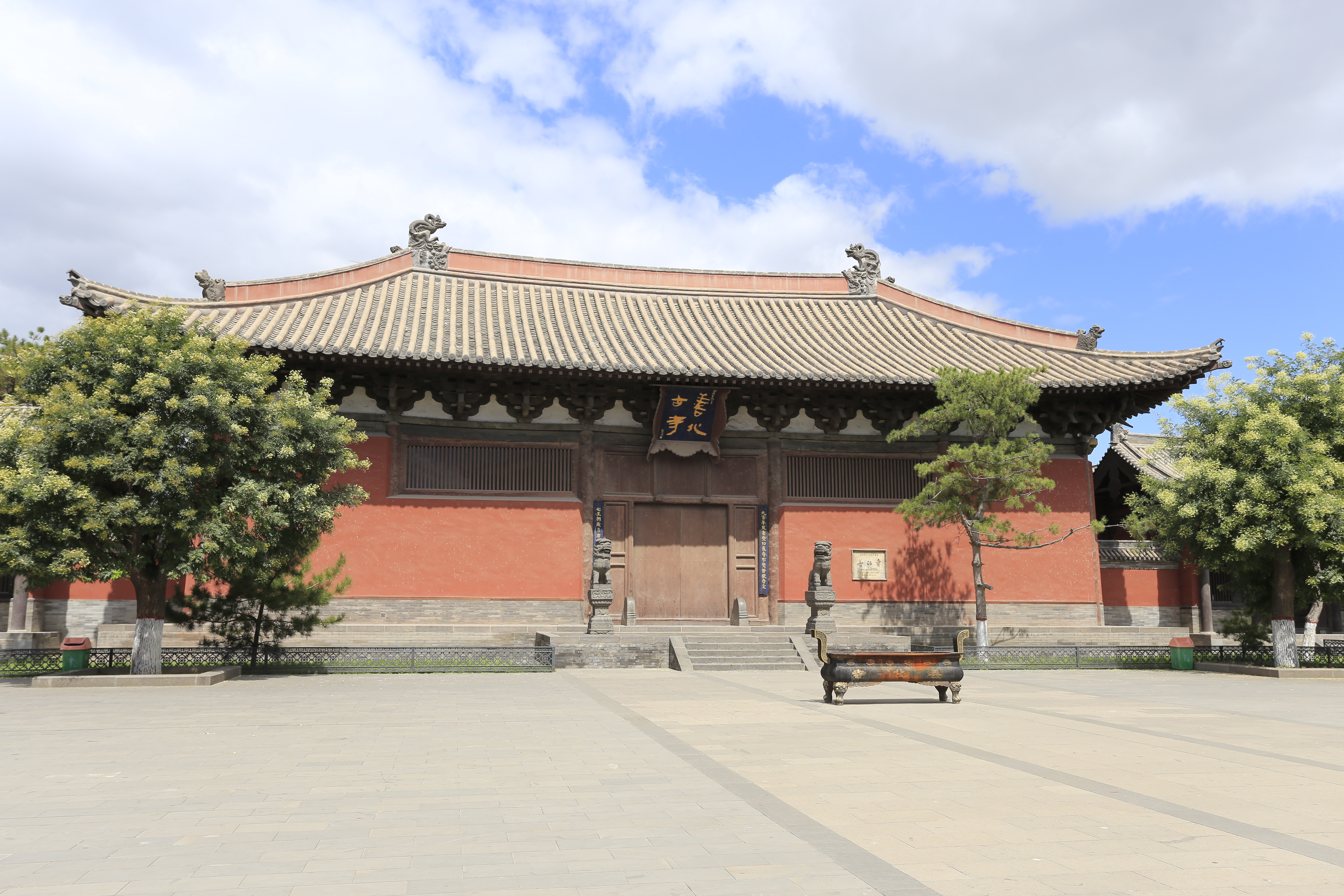
位于平城区的全国重点文物保护单位善化寺是中国现存辽金时代最完整、规模最宏大的寺院，图为善化寺山门（天王殿）

大同市现有各级文物保护单位346处，其中世界文化遗产1处、国家级文物保护单位30处、省级文物保护单位20处、市县级文物保护单位300余处。这些文物保护单位中有古建筑188处，古墓葬38处，古遗址66处，石窟寺9处，近现代重要史迹及代表性建筑23处（其中革命文物18处），石刻及其他22处。另外有北岳恒山等知名的自然旅游区。

### 世界文化遗产
- 云冈石窟：位于大同西郊武周山北崖，建于北魏时期。相传有和尚昙曜主持修建。中国三大石窟群之一，为1961年3月4日国务院公布的第一批全国重点文物保护单位，2001年被联合国教科文组织列为“世界文化遗产”。
- 万里长城：万里长城大同段，有赵、秦、汉、明等长城遗存。

### 自然风景区
- 北岳恒山：五岳之一、位于浑源县城南10公里，距大同市65公里，国务院首批公布的全国重点风景名胜区之一，主峰天峰岭海拔2016.8米。
- 大同火山群：是中国东部著名的死火山群，由东西两部分组成：一部分形成于第三纪，主要分布在左云、右玉等县；一部分形成于第四纪，主要分布在大同盆地北部。
- 大同土林：位于云州区杜庄村，是丘陵低洼地带雨水交汇冲刷形成的地貌奇观。
- 浑源汤头温泉

### 博物馆
- 大同市博物馆

### 全国重点文物保护单位
- 第一批全国重点文物保护单位
  - 云冈石窟

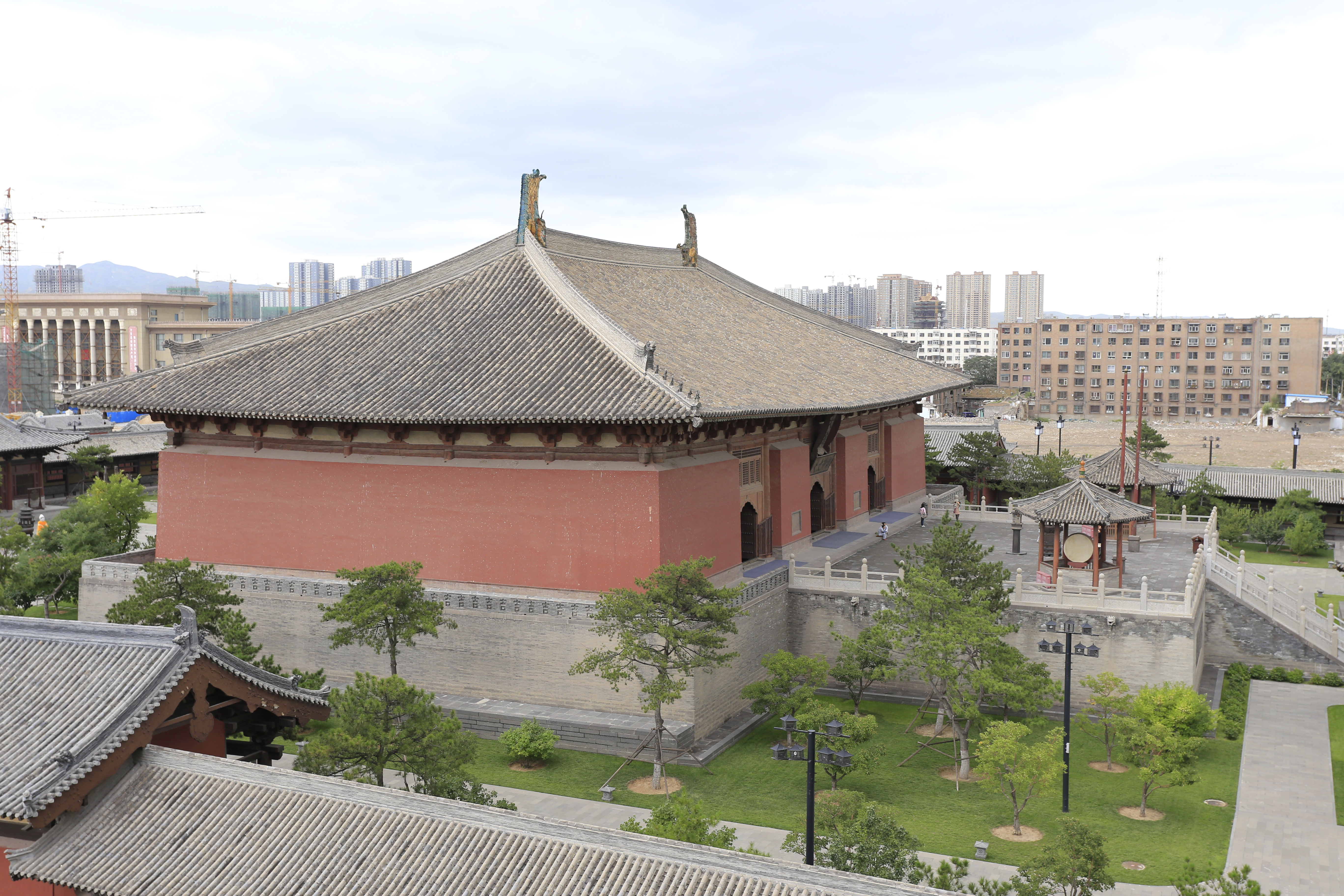
位于平城区的全国重点文物保护单位华严寺的大雄宝殿是中国形存最大辽金佛殿

  - 华严寺：位于大同古城内。保存较为完整的辽金寺庙之一，现存辽、金、明、清建筑若干。其中金代的大雄宝殿为中国现存最大的宗教殿堂；薄伽教藏殿为八大辽构之一，殿内存有辽代佛菩萨雕塑，四周有辽代小木作壁藏，被梁思成誉为“海内孤品”。现仍有僧人在寺内修行。
  - 善化寺：位于永泰门西侧，始建于唐代。唐玄宗时称为开元寺，五代后晋时更名为大普恩寺，明正统十年更名为善化寺。是中国现存最大、最完整的辽金风格寺院。寺内现存辽代建筑一座、金代建筑三座，大雄宝殿为八大辽构之一。另有金、明代碑文、塑像若干，对后世汉传佛教塑像定式产生重要影响。山门前有一明代彩色琉璃五龙壁，为原兴国寺照壁。
  - 平型关战役遗址：位于灵丘县。1937年9月24日夜，八路军115师师长林彪率部冒雨设伏于此，次日晨成功伏击日军板垣师团第二十一旅团，歼敌千余，打破了日军不可战胜的“神话”。

- 第二批全国重点文物保护单位

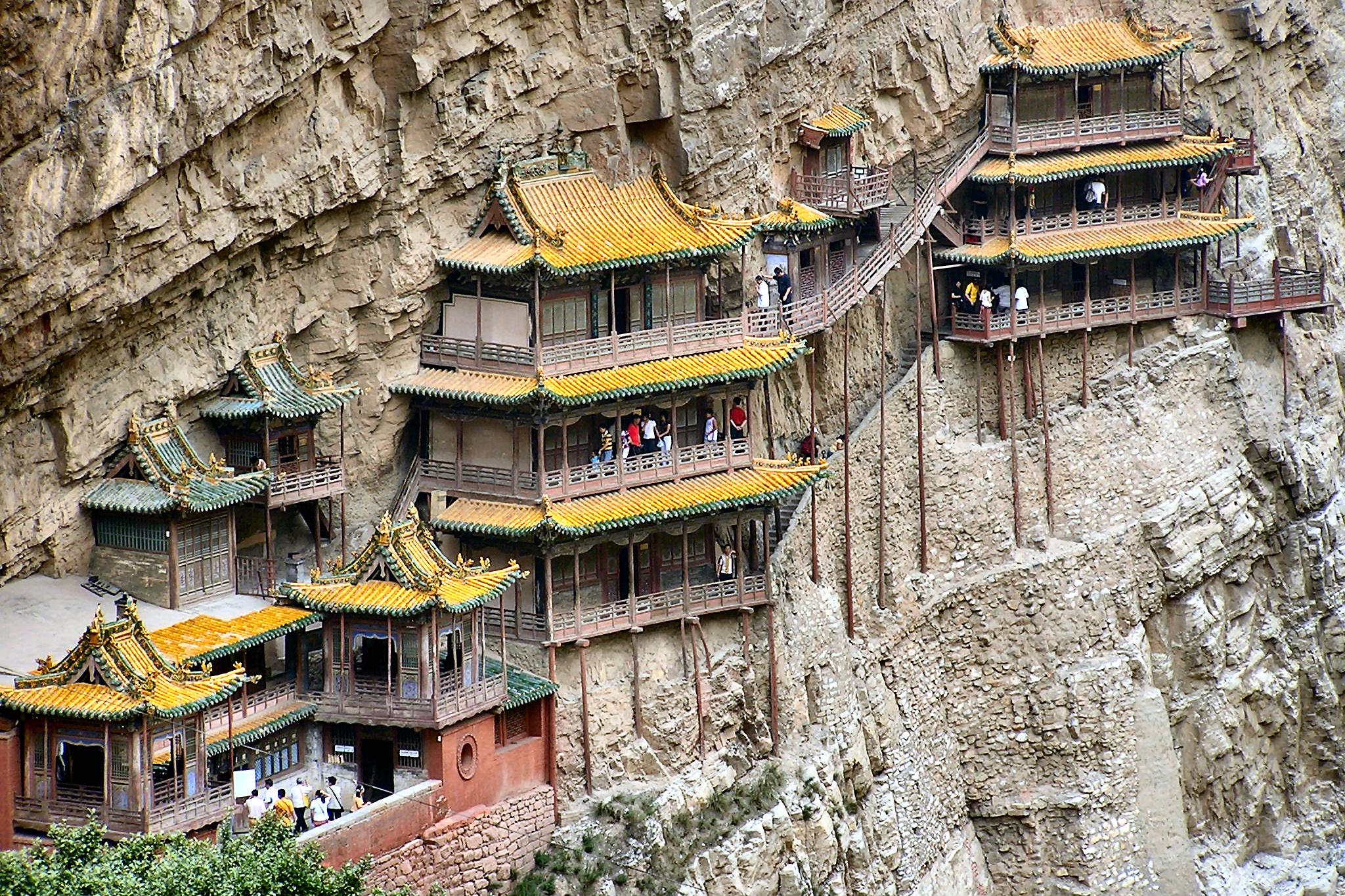
恒山悬空寺

  - 悬空寺：位于浑源县城南3.5公里金龙峡谷西侧山壁上，始建于北魏后期，现为明清建筑。是中国仅存的佛、道、儒三教合一的独特寺庙。曾入选美国《时代周刊》世界十大不稳定建筑。
- 第三批全国重点文物保护单位：平城遗址
- 第四批全国重点文物保护单位
  - 许家窑人遗址：位于阳高县许家窑村。1974年中国考古学家贾兰坡教授等在此发现了旧石器时期古人类遗址，并于1974-1975年进行了多次发掘。因地名将此处发现的古人类命名为“许家窑人”。

- 第五批全国重点文物保护单位

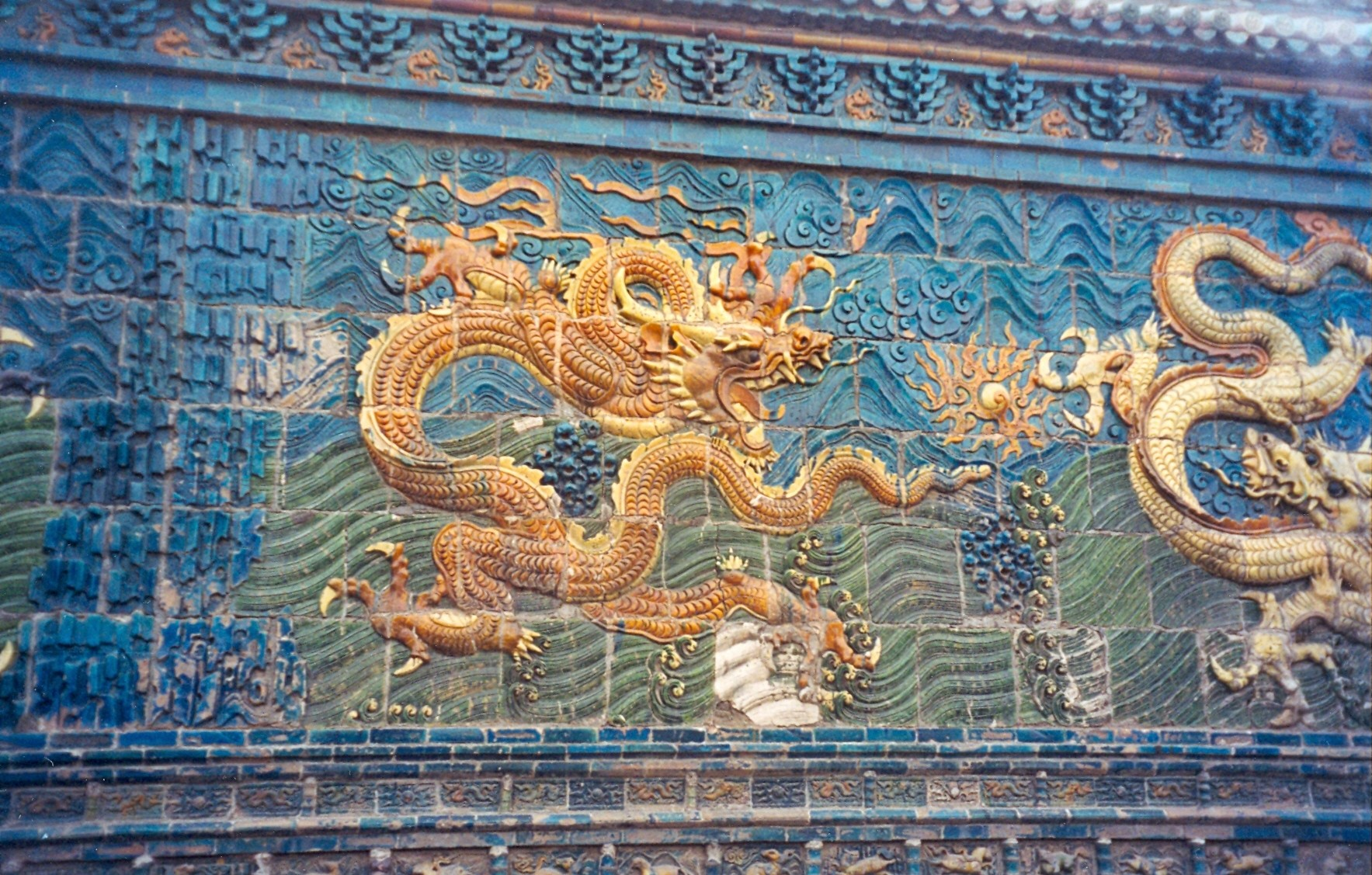
大同九龙壁

  - 九龙壁：位于和阳街路南，建于明洪武末年，是代王朱桂府前照壁。中国最大的琉璃九龙壁，比北京市的九龙壁早300多年。
  - 曲回寺石像冢：位于灵丘县，筑于唐代。
  - 方山永固陵：位于新荣区方山，为北魏文成文明皇后（冯太后）的陵寝。
  - 荆庄大云寺大雄宝殿：位于浑源县荆庄村，为金代建筑。
  - 觉山寺塔：位于灵丘县，为辽代十三层砖石密檐塔，是晋北地区规制较高的密檐塔之一。
  - 浑源永安寺：位于浑源县城鼓楼北巷，当地人俗称大寺，始建于金代，后经过多次重修，现存为元、明、清建筑。全寺沿中轴线对称建筑，现存山门、护法天王殿、传法正宗殿及配殿，主殿传法正宗殿为元代建筑，殿内存有元、明、清壁画。
  - 长城（大同段）
- 第六批全国重点文物保护单位
  - 栗毓美墓：位于浑源县城天峰北路，当地人俗称为栗家坟，约7740平方米，其汉白玉石刻是清陵石刻中的精品。
  - 沙梁坡墓群、古城堡墓群
  - 禅房寺塔
  - 大同煤矿万人坑
  - 山西省立第三中学旧址
  - 天镇慈云寺、广灵水神堂
  - 云林寺：又名云林禅寺，俗称西寺，位于阳高城内西门南。建于明代。
- 第七批全国重点文物保护单位
  - 浑源圆觉寺塔：圆觉寺位于浑源县城石桥北巷，当地人俗称为小寺。建于金正隆三年(1158年)，亦有宿白、李尔山等学者认为建于辽代末期。现仅存金代九重密檐塔一座，塔刹顶端存有中国仅存的候风鸟实物。
  - 大同关帝庙大殿：正名为武圣殿，建于元代，殿前抱厦为清代增建。殿内柱间有神龛，为现存清代小木作的精品。
  - 浑源文庙
  - 律吕神祠：位于浑源县神溪湿地内，北魏时建，元至清多次重修，现存建筑为元至清代，有五龙壁一座，文革时期其上的五龙浮雕被毁。大殿内有元代壁画，画工精美。
  - 大同观音堂：位于大同西郊佛字湾，始建于辽代。寺前的三龙壁为大同唯一的双面照壁。
- 第八批全国重点文物保护单位
  - 兴国寺：位于大同南关西侧，建于明代万历已末年（公元1619年）。当时香火旺盛，寺内多住高僧，是本地传戒授道的集中地，所以曾有大同“佛国”之称。
  - 大同鼓楼：是一座三檐十字歇山顶过街楼阁，建于明代。

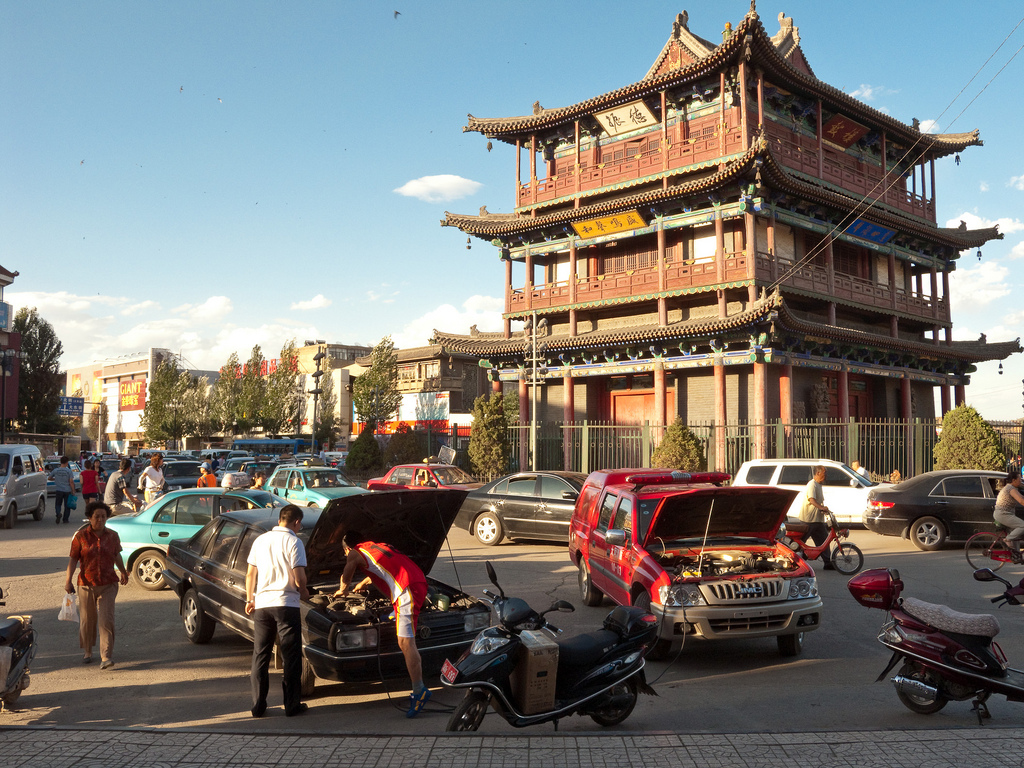
大同鼓楼

### 省级文物保护单位
- 平城区
  - 大同府文庙
  - 大同关帝庙
  - 许从赟墓
  - 大同古城墙：以明代修建的为主，有主城和瓮城两部分。
- 新荣区
  - 高山遗址：位于大同城西30公里高山镇西约1公里的台地上，属于原始社会文化遗址。
  - 青磁窑遗址
- 云州区
  - 吉家庄遗址
- 天镇县
  - 盘山石窟
- 灵丘县
  - 赵武灵王墓：战国赵国国君赵武灵王的陵墓。
- 左云县
  - 古城墓群
- 广灵县
  - 千福山汉墓群
  - 洗马庄汉墓群
- 浑源县
  - 恒山建筑群
  - 界庄遗址
  - 古磁窑窑址
  - 麻庄汉墓群：位于浑源县麻庄村附近，西汉时麻庄汉墓群所在地为雁门郡崞县境，是汉民族与少数民族频繁接触的地区之一。

### 其他文物保护单位
- 李峪彩陶文化和青铜器遗址：位于浑源县李峪村附近，出土的精美文物现存浑源县文物局、大同市博物馆，另外牺尊为上海博物馆的镇馆之宝。部分青铜器皿现存于世界各地，如燕纹簋藏于美国华盛顿富利尔美术博物馆，香丁藏于德国库隆尔东方美术博物馆，素倚、素簋、燕纹盘、提梁壶等共15件藏于法国巴黎吉美博物馆。
- 雁塔：原名文峰塔，建于明代天启四年。位于大同东西城墙之上，是古代"登科及第"的士子们祭拜、夸官的场所。原位于南城墙上东端，2008年7月，迁至府文庙复建异地保护，同时在城墙旧址上新建一座较大的文峰塔。
- 大同天主堂
- 帝君庙

### 复建古迹
大同市自2008年以后，依历史资料和旧制复建了大量历史古迹：
- 四牌楼
- 大同魁星楼
- 大同钟楼
- 代王府

## 社会

### 医疗
- 大同市一医院
- 大同市二医院
- 大同市三医院
- 大同市四医院
- 大同市五医院、大同市六医院
- 山西大同大学附属医院
- 大同市中医医院
- 同煤集团总医院
- 解放军322医院

截至 2023 年，全市共有卫生机构（含诊所、村卫生室）2720个，床位20017张。其中，医院100个；卫生院110个；社区卫生服务中心144个；疾病预防控制中心30个；妇幼保健院2个。年末，全市卫生机构共有卫生技术人员23173人。其中，执业医师和执业助理医师9906人；注册护士10041人。

### 媒体
截至 2023 年，全市共有广播电视台10个，微波站12座，有线电视网11个。广播人口覆盖率99．2％，电视人口覆盖率达99．6％，有线电视用户35．0万户。

#### 电台
- 大同人民广播电台 综合广播 FM103.8MHz
- 大同人民广播电台 交通广播 FM 99.6MHz
- 大同人民广播电台 音乐广播 FM 91.1MHz
- 大同人民广播电台 综艺广播 FM 98.7MHz AM 900KHz
- 南郊人民广播电台 FM100.8MHz
- 在大同可接收到的其他电台
  - 中央人民广播电台 中国之声 FM 107.6MHz AM 1035KHz
  - 山西人民广播电台 综合广播 FM 94.8MHz AM 819KHz

#### 电视台
- 大同电视台新闻综合频道
- 大同电视台影视频道
- 大同电视台经济频道
- 大同电视台生活频道
- 大同教育电视台

#### 报纸
- 大同日报
- 大同晚报
- 大同广播电视周报

#### 网站
- 大同新闻网
- 大同政府网

## 友好城市
- 中华人民共和国 上海市
- 中华人民共和国 北京市
- 中华人民共和国 鹤岗市
- 中华人民共和国 张家口市
- 中华人民共和国 秦皇岛市
- 日本 大牟田市
- 英国 貝里都市自治市